# استجابة الأمم المتحدة لجائحة كوفيد-19
قاد الأمين العام للأمم المتحدة استجابة المنظمة في مواجهة جائحة فيروس كورونا، إذ قُسّمت هذه الاستجابة إلى قرارات رسمية في الجمعية العامة ومجلس الأمن (يو إن سي إس)، وعمليات عبر وكالاتها المتخصصة، وعلى رأسها منظمة الصحة العالمية في المراحل الأولية، مع مشاركة وكالات إضافية ذات توجه إنساني، مثل اليونيسف ومفوضية الأمم المتحدة السامية لحقوق الإنسان، إذ أصبح التأثير الإنساني أكثر وضوحًا، ثم المنظمات الاقتصادية التي برز دورها بالتزامن مع تفاقم التداعيات الاجتماعية والاقتصادية، مثل مؤتمر الأمم المتحدة للتجارة والتنمية، ومنظمة العمل الدولية، والمجلس الاقتصادي والاجتماعي للأمم المتحدة، والبنك الدولي. أطلق الأمين العام في يونيو 2020 «استجابة الأمم المتحدة الشاملة لكوفيد-19». شكّل الحصول على التمويل اللازم مشكلة مهمة نظرًا إلى تداعيات الجائحة على الاقتصاد العالمي، إلى جانب صعوبات استمرار العمليات الجارية أيضًا، ما أفضى إلى تخصيص حزمة تمويل لصالح «استجابة الأمم المتحدة الشاملة لكوفيد-19». تعرض مجلس الأمن الدولي لانتقادات بسبب بطء تنسيق جهود الاستجابة، خاصةً فيما يتعلق بوقف إطلاق النار على مستوى العالم، الذي هدف إلى فتح طرق وصول المساعدات الإنسانية إلى الفئات الأكثر ضعفًا في مناطق الصراع.

## مكتب الأمين العام

### استجابة الأمم المتحدة الشاملة لـكوفيد-19
تُعدّ «استجابة الأمم المتحدة الشاملة لكوفيد-19» وثيقةً توجيهية صادرةً عن الأمين العام للأمم المتحدة في 25 يونيو 2020، هدفت إلى تنسيق سياسات منظومة الأمم المتحدة «لإنقاذ الأرواح وحماية المجتمعات والتعافي من الجائحة على نحو أفضل». حددت الوثيقة ما يجب القيام به لتقديم استجابة عالمية «لا تغفل أو تترك شخصًا دون مساعدة»، وتقليل الضعف العالمي في مواجهة الأوبئة في المستقبل، وبناء القدرة على الصمود في وجه الصدمات المستقبلية، وخاصةً تغير المناخ، ومعالجة «التفاوتات الشديدة والمنهجية التي كشفتها الجائحة». ركزت الوثيقة على ثلاثة مناهج تنفيذية رئيسية: توفير استجابة منسقة وشاملة في مجال الصحة، واعتماد سياسات هادفة إلى معالجة الآثار السلبية التي ألحقت أضرارًا بحقوق الإنسان والإنسانية على الأصعدة الاجتماعية والاقتصادية، ورسم خطة للتعافي من الجائحة «تعيد البناء بطريقة مُحسّنة».
في سياق استجابة الأمم المتحدة، لعب الأمين العام للأمم المتحدة دورًا بارزًا في ضمان استمرار عمليات الأمم المتحدة العادية، وإطلاق الأحداث والفعاليات، وتوجيه النداءات نيابةً عن منظومة الأمم المتحدة، مثل النداء الأول على مستوى العالم لوقف إطلاق النار والمناشدات للحصول على مليارات الدولارات للتمويل. دافع الأمين العام أيضًا عن استجابة منظمة الصحة العالمية للأزمة وحارب المعلومات المضللة حول كوفيد-19. بالتزامن مع اكتساب استجابة الأمم المتحدة مزيدًا من المنهجية، جرى إصدار تقارير توجيهية موجزة، تختلف حسب الموضوع، والسكان، والمنطقة، لمساعدة الحكومات فيما يتعلق بآلية التعامل مع عواقب الجائحة. تُعدّ هذه التقارير ناقصةً، رغم كونها إرشادية في المقام الأول، وقد خلت من أي روابط لنصوص الطعون والخطب، والتي يمكن العثور عليها في العديد من مواقع الأمم المتحدة على الإنترنت.

### الجدول الزمني

#### مارس
أكد الأمين العام للأمم المتحدة في 13 مارس 2020 عبر رسالة بالفيديو وجهها للعالم أن فيروس كوفيد-19 سوف يبلغ ذروة انتشاره، وأن الاقتصاد العالمي سوف يتعافى، لكن حتى ذلك الحين، «يجب أن نعمل معًا لإبطاء انتشار الفيروس والاعتناء ببعضنا». أعلن الأمين العام في 15 مارس أن الأمم المتحدة تتخذ إجراءات لحماية الموظفين مع التأكيد على نيتها مواصلة عملياتها العادية. عقد الأمين العام في 19 مارس أول مؤتمر صحفي افتراضي له، وقال فيه: «نحن بحاجة إلى التضامن والأمل والإرادة السياسية أكثر من أي وقت مضى لحلّ هذه الأزمة معًا». دعا الأمين العام في 23 مارس إلى أول وقف لإطلاق النار على مستوى العالم لدعم المعركة الأكبر ضد كوفيد-19، «العدو المشترك الذي يهدد الآن البشرية جمعاء». رحب الأمين العام في 24 مارس بقرار مجموعة الدول العشرين (جي 20) بعقد قمة افتراضية طارئة حول الجائحة وأوصى بثلاثة مجالات للمناقشة. أطلقت الأمم المتحدة في 25 مارس نداءً إنسانيًا كبيرًا وخطة استجابة إنسانية عالمية منسقة بقيمة ملياري دولار لمساعدة البلدان الأكثر تضررًا والأكثر ضعفًا ومنع كوفيد-19 من «الانتشار في جميع أنحاء العالم». مكررًا مناشدته في 23 مارس للأطراف المتحاربة على مستوى العالم من أجل وقف فوري لإطلاق النار، دعا الأمين العام أطراف النزاع في اليمن إلى وقف الأعمال العدائية وتعزيز الجهود الرامية إلى مواجهة تفشٍ محتملٍ لكوفيد-19 في البلاد. أكد الأمين العام في القمة الافتراضية لمجموعة العشرين في 26 مارس على ضرورة إنشاء اقتصاد عالمي مستدام بعد انتهاء جائحة كوفيد-19، إذ التزمت مجموعة العشرين بضخ أكثر من 5 تريليونات دولار في الاقتصاد العالمي لمواجهة آثار الجائحة. تبرعت الأمم المتحدة في نيويورك في 29 مارس بما يعادل 250 ألف قناع وجه للعاملين الصحيين في مدينة نيويورك، مع قيام الأمين العام بتسليمها، والذي أطلق بدوره في 31 مارس خطةً اجتماعيةً اقتصاديةً شاملةً حملت اسم المسؤولية المشتركة، التضامن العالمي: الاستجابة للتأثيرات الاجتماعية والاقتصادية لكوفيد-19، من أجل «هزيمة الفيروس وبناء عالم أفضل».

#### أبريل
في 2 أبريل 2020، الذي يوافق اليوم العالمي للتوحد، دعا الأمين العام للأمم المتحدة إلى مراعاة حقوق المصابين بالتوحد في سياق الجهود المبذولة لمواجهة جائحة كوفيد-19، وحذر في اليوم التالي من تصاعد العنف الأسري بسبب الإغلاق، وكرر دعوته لوقف إطلاق النار على مستوى العالم وحثّ على الوحدة في سياق عملية حشد «كل ذرة من الطاقة والجهود» لهزيمة جائحة فيروس كورونا. ردّ الأمين العام في 8 أبريل على انتقادات لمنظمة الصحة العالمية عبر حثّه العالم على تقديم الدعم للمنظمة التي قادت الاستجابة متعددة الأطراف منذ البداية، ومؤكدًا على دورها «الحاسم للغاية» في التغلب على كوفيد-19. رحب الأمين العام في 9 أبريل بإعلان المملكة العربية السعودية وقف إطلاق النار في اليمن، والذي مثّل استجابة المملكة للدعوة العالمية لوقف إطلاق النار وتعزيز السلام والحد من انتشار كوفيد-19. في اليوم نفسه، أطلق الأمين العام تقريرًا توجيهيًا موجزًا آخر تناول فيه شؤون المرأة والمساواة بينها وبين الرجل، وأصدر تحذيرًا جديًا من أن الجائحة قد تهدد المكاسب المحققة سابقًا في مجال المساواة على مدى السنوات السابقة. دعا الأمين العام في 11 أبريل القادة الدينيين من جميع الأديان إلى توحيد صفوفهم والعمل من أجل السلام العالمي والتركيز على المعركة المشتركة لهزيمة كوفيد-19، وحذر في 14 أبريل من «وباء المعلومات المضللة الخطير» خلال «أشد الأزمات التي واجهناها منذ الحرب العالمية الثانية»، والذي دبّ الخوف في قلوب الملايين الذين يبحثون عن مصدر موثوق وواضح للمشورة. حثّ الأمين العام للأمم المتحدة على تحقيق الوحدة ودعا الدول إلى عدم إيقاف مواردها المخصصة لمنظمة الصحة العالمية، وذلك بالتزامن مع إيقاف الرئيس الأمريكي ترامب التمويل المقدم من قبل الولايات المتحدة لصالح المنظمة. تعهد الأمين العام في 15 أبريل بتضامن الأمم المتحدة مع إفريقيا في مواجهة الآثار الاقتصادية والاجتماعية والصحية غير المسبوقة لجائحة كوفيد-19، بدءًا من شراء عِدد الاختبار ووصولًا إلى تخفيف عبء الديون.
في النصف الثاني من أبريل 2020، وتحديدًا في 16 أبريل، أطلق الأمين العام تقريرًا جديدًا للأمم المتحدة نوه فيه باحتمالية وقوع مئات الآلاف من وفيات الأطفال الإضافية في عام 2020 بسبب الركود العالمي الذي يلوح في الأفق عقب جائحة كوفيد-19، ما سيؤدي بدوره إلى خسارة المكاسب المحققة في السنوات الأخيرة في مجال الحد من وفيات الرضع في العالم. أرسل الأمين العام في 19 أبريل رسالة فيديو لدعم حدث «عالم واحد: معًا في المنزل» الذي دعمته الأمم المتحدة، وتعهد في 21 أبريل باستمرار دعم الأمم المتحدة لتحالف الدول الجزرية الصغيرة بشأن تغير المناخ والآثار الاجتماعية والاقتصادية لكوفيد-19. شهد يوم 22 أبريل الذي يوافق اليوم العالمي للأرض الأم إعلان وكيل الأمين العام أن جائحة كوفيد-19 تمثل «نداء صحوة غير مسبوق»، إلى جانب تقديمه ست طرق للمساعدة فيما يتعلق بالقضايا المناخية. أصدر الأمين العام في 23 أبريل تقريرًا توجيهيًا موجزًا آخر حول تكوين استجابة فعالة وشاملة لجائحة كوفيد-19، مكررًا «نداءه للعمل» في فبراير المنصرم لوضع كرامة الإنسان والإعلان العالمي لحقوق الإنسان في صميم عمل الأمم المتحدة، ومحذرًا من أن جائحة فيروس كورونا «تتحول بصورة متسارعة إلى أزمة حقوق إنسان». ألقى الأمين العام في 28 أبريل خطابًا في حوار بطرسبورغ العالمي حول المناخ في برلين، الذي يأتي في سياق مؤتمر الأمم المتحدة للتغير المناخي 2021 أو ما يُعرف باسم سي أو بّي 26 (COP26)، مشيرًا إلى أن تهديدات كوفيد-19 وتغيرات المناخ تتطلب «قيادة شجاعة ورؤية وتعاونية»، ومنوهًا بالمخاطر التي تهدد أهداف التنمية المستدامة.

#### مايو
في 1 مايو 2020، نوه الأمين العام للأمم المتحدة بالإحصائيات التي أشارت إلى ارتفاع معدل وفيات كوفيد-19 5 أضعاف لدى الأفراد الذين تزيد أعمارهم عن 80 عامًا، مُطلقًا في الوقت ذاته مبادرة توجيهية جديدة للتحديات التي يواجهها كبار السن بفعل «أكبر أزمة صحية عامة تضرب العالم منذ قرن». في 5 مايو، أطلق الأمين العام تقريرًا جديدًا أكد فيه مسؤولية جائحة كوفيد-19 عن تفاقم عدم المساواة التي يعاني بسببه مليار شخص من ذوي الإعاقة في العالم، ودعا إلى عملية تعافي واستجابة شاملة. في 8 مايو، وجه الأمين العام نداءً عالميًا دعا فيه إلى تحرك عالمي منسق لسحق «تسونامي» خطاب الكراهية المرافق لجائحة كوفيد-19. أشار الأمين العام في اجتماع عبر الإنترنت مع الزعماء الدينيين عبر مبادرة تحالف الحضارات التابعة للأمم المتحدة في 12 مايو إلى أن جائحة فيروس كورونا قد كشفت عن «إنسانيتنا المشتركة»، مشددًا على الدور المهم الذي يستطيع أن يلعبه القادة الدينيون في الحد من أضرار كوفيد-19. في 13 مايو، سلط الأمين العام الضوء على تحديث تقرير الوضع الاقتصادي العالمي والتوقعات المستقبلية، الذي ذكرت فيه إدارة الشؤون الاقتصادية والاجتماعية بالأمم المتحدة انخفاض الناتج المحلي الإجمالي في البلدان المتقدمة إلى -5.0% اعتبارًا من منتصف عام 2020، مع انكماش ناتج البلدان النامية بنسبة 0.7 %، ما سيتسبب في خسائر إجمالية تبلغ نحو 8.5 تريليون دولار وخسارة ما يقارب أربع سنوات من مكاسب الإنتاج. أطلق الأمين العام في 14 مايو تقريرًا توجيهيًا موجزًا بعنوان «كوفيد-19 والحاجة إلى اتخاذ إجراءات بشأن الصحة النفسية»، وحثّ المجتمع الدولي على بذل جهد إضافي لحماية أولئك الذين يواجهون ضغوطًا نفسيةً متزايدةً.
في 20 مايو 2020، وبالتزامن مع إصدار ورقة إحاطة من الأمم المتحدة ركزت على تأثير كوفيد-19 في جميع أنحاء إفريقيا، دعا الأمين العام إلى التضامن للحفاظ على التقدم الذي أحرزته أفريقيا بشق الأنفس. في 21 مايو، أطلق الأمين العام مبادرة فيريفايد (Verified)، (بالعربية: مُثبت)، بقيادة إدارة الاتصالات العالمية التابعة للأمم المتحدة، لإنشاء كادر من «المستجيبين الرقميين الأوائل» لزيادة حجم المعلومات الموثوقة والدقيقة حول أزمة كوفيد-19 وتعزيز الوصول إليها. في 22 مايو، الذي يوافق في اليوم العالمي للتنوع الأحيائي، دعا الأمين العام دول العالم إلى إعادة البناء على نحو أفضل أفضل والحفاظ على التنوع الأحيائي بعد جائحة كوفيد-19، ودعا أيضًا في 28 مايو إلى تحقيق مزيد من «الوحدة والتضامن» في اجتماع تمويلي رفيع المستوى، إذ حذر من أن 60 مليون شخص يعيشون في فقر مدقع، ونوّه بمجاعات مقبلة ذات «أبعاد تاريخية»، متحدثًا في الوقت ذاته عن وجود ما يقارب 1.6 مليار شخص عاطل عن العمل، وخسائر تذكرنا بخسائر «الكساد الكبير» وتُقدر بنحو 8.5 تريليون دولار في الناتج العالمي.

#### يونيو
في مؤتمر إعلان التبرعات الافتراضي لليمن المصادف لتاريخ 2 يونيو 2020، والذي جاء عقب ارتفاع الأصوات المحذرة من انتقال الفيروس مجتمعيًا في البلاد، نوه الأمين العام للأمم المتحدة بأن البلاد، التي انهار نظامها الصحي، تواجه أزمة إنسانية ضخمة وأنها «معلقة بقشة». في 3 يونيو، أطلق الأمين العام أحدث تقرير توجيهي موجز لسياسة الأمم المتحدة بشأن الجائحة، والذي ذكّر البلدان بالتزاماتها تجاه حماية النازحين والمهاجرين واللاجئين، الذين بلغ عددهم حينها 70 مليونًا على مستوى العالم، وفقًا لبيانات مفوضية الأمم المتحدة السامية لشؤون اللاجئين. دعا الأمين العام إلى مزيد من الوحدة والتضامن لهزيمة كوفيد-19 وبناء عالم أفضل بعد الانتصار على الفيروس، وذلك في ملاحظاته الافتتاحية أمام قمة استثنائية بين الدورتين للدول الأعضاء في مجموعة دول أفريقيا والكاريبي والمحيط الهادئ، والبالغ عددها 79 دولة. في 4 يونيو، صرح الأمين العام في رسالة بالفيديو خاطب فيها القمة العالمية للقاحات أن لقاح كوفيد-19 لن يكون كافيًا بحد ذاته، بل يجب أن يكون ميسور التكلفة مع إتاحة إمكانية الحصول عليه بسهولة. أطلق الأمين العام في 9 يونيو، أحدث موجز لسياسات المنظمة بشأن الجائحة، فيما يتعلق بالأمن الغذائي العالمي، مؤكدًا أن الآثار الوخيمة على الأمن الغذائي العالمي بسبب الأزمة، والتي تتضمن سقوط 50 مليون شخص إضافي في براثن الفقر المدقع، يمكن تفاديها إذا تم التحرك بصورة فورية. ألقى الأمين العام في 10 يونيو كلمة أمام تجمع افتراضي للتحالف العالمي للمستثمرين من أجل التنمية المستدامة، محذرًا من أن «الصدمة الاقتصادية غير المسبوقة» بسبب فيروس كورونا تعرّض مكاسب التنمية للخطر. في 11 يونيو، أبلغ الأمين العام اجتماع «المناقشة الموضوعية رفيعة المستوى حول تأثير التغيير التكنولوجي السريع على أهداف التنمية المستدامة (إس دي جي إس) وأهدافها»، المنعقد في الجمعية العامة، أن إدارة الفجوة الرقمية أصبحت «مسألة حياة أو موت» بسبب عدم قدرة الناس على الوصول إلى معلومات الرعاية الصحية الأساسية خلال الجائحة.
في 19 يونيو، أصدر الأمين العام للأمم المتحدة موجزًا جديدًا، بعنوان عالم العمل وكوفيد-19، تناول الوظائف وسبل العيش ورفاهية العمال والأسر والشركات على مستوى العالم، مع استمرار تأثرهم بجائحة كوفيد-19، وخاصة المشاريع متناهية الصغر والصغيرة والمتوسطة، التي عانت عواقب اقتصادية وخيمة. في 23 يونيو، دعا الأمين العام للأمم المتحدة، بمناسبة اليوم العالمي للأرامل، الدول إلى العمل على إلغاء القوانين التي تحمل تمييزًا ضد المرأة، لا سيما فيما يتعلق بالميراث، بالتزامن مع تعافيها من جائحة كوفيد-19. أطلق الأمين العام في 25 يونيو، «استجابة الأمم المتحدة الشاملة لكوفيد-19»، وهي وثيقة توجيهية كبرى لتنسيق جهود منظومة الأمم المتحدة من أجل «إنقاذ الأرواح وحماية المجتمعات والتعافي على نحو أفضل» خلال الجائحة وبعدها. دعا الأمين العام العالم في 30 يونيو إلى زيادة «الالتزامات المالية والإنسانية والسياسية»، للمساعدة على إنهاء ما يقارب 10 سنوات من الصراع والمعاناة في سوريا، في رسالة إلى مؤتمر بروكسل الرابع.

#### يوليو
أعلن الأمين العام للأمم المتحدة في 1 يوليو 2020 أن وقوف دول العالم ساكنةً دون تحرك فوري ذي حلول «جريئة ومبتكرة» من شأنه أن يدخل العالم في «سنوات من الركود والنمو الاقتصادي المضطرب» بفعل جائحة كوفيد-19 والركود العالمي المرتبط بها. في 2 يوليو، أبلغ الأمين العام مجلس الأمن أن جائحة كوفيد-19 «تؤثر بشدة» في السلام والأمن العالميين في جميع أنحاء العالم، وحثّه على استخدام نفوذه الجماعي للتخفيف من أزمة الأمان التي تواجه ملايين الأشخاص الضعفاء، بمن فيهم أولئك المتضررين من النزاعات. في 6 يوليو، حذّر الأمين العام من أن الجائحة قد كشفت مواطن ضعف أدت إلى ظهور «أشكال جديدة وناشئة من الإرهاب»، مثل الهجمات الإلكترونية والإرهاب البيولوجي وإساءة استخدام التكنولوجيا الرقمية. في 9 يوليو، دعا الأمين العام الدول الأعضاء في الأمم المتحدة إلى معالجة التأثير «غير المسبوق» لفيروس كورونا على أمريكا اللاتينية ومنطقة البحر الكاريبي، إذ ضمت حينها تلك الدول أعلى معدلات انتقال للفيروس، ما أدى إلى تفاقم الفقر المدقع والجوع والبطالة وعدم المساواة في المنطقة. في 11 يوليو المصادف لليوم العالمي للسكان، نوّه الأمين العام للأمم المتحدة بأن الجائحة قد فاقمت «عدم المساواة ونقاط الضعف القائمة، خاصة بالنسبة إلى النساء والفتيات». في 11 يوليو، أصدر الأمين العام تقرير المنظمة السنوي متعدد الوكالات عن حالة الأمن الغذائي والتغذية في العالم، والذي قدر أن «130 مليون شخص آخرين قد يواجهون الجوع المزمن بحلول نهاية هذا العام»، وأشار إلى أن «الجوع ما يزال راسخًا ويتفاقم باستمرار» في كثير من أنحاء العالم». في سياق الجزء الوزاري للمنتدى السياسي رفيع المستوى المعني بالتنمية المستدامة المنعقد في 14 يوليو، اعترف الأمين العام للأمم المتحدة بأن الكوكب لم يكن على المسار الصحيح لتحقيق أهداف التنمية المستدامة بحلول عام 2030، قائلًا إن «عالمنا في حالة اضطراب»، نظرًا إلى تشكيل الجائحة «تحديًا عالميًا هائلًا»، منوهًا بوقوع 12 مليون إصابة، و 550,000 حالة وفاة، وخسارة مئات الملايين من الوظائف، وتسجيل أكبر انخفاض في دخل الفرد منذ عام 1870، إذ سوف يواجه نحو 265 مليون شخص انعدام الأمن الغذائي بحلول نهاية عام 2020، أي ضعف العدد المتوقع قبل انتشار الجائحة. دعا الأمين العام الدول الأعضاء إلى «تغيير مسار الأحداث».
في 17 يوليو 2020، تحدث الأمين العام خلال الجزء رفيع المستوى من جلسة المجلس الاقتصادي والاجتماعي للأمم المتحدة لاستعراض التقدم المحرز نحو تحقيق أجندة الأمم المتحدة للتنمية المستدامة لعام 2030، قائلًا إن كوفيد-19 قد سلّط الضوء على الحاجة إلى «تعددية متجددة وشاملة» وقيادة في المجلس الاقتصادي والاجتماعي، الهيئة الرئيسية للأمم المتحدة لوضع الاستراتيجيات التداولية والمبتكرة. في 23 يوليو 2020، نوّه الأمين العام بإمكانية توفير الجائحة فرصة جديدة لحل النزاعات طويلة الأمد ومعالجة المشكلات الهيكلية في العالم العربي. في 28 يوليو، أطلق الأمين العام أحدث موجز لسياسة الأمم المتحدة، بعنوان كوفيد-19 في عالم حضري، مشيرًا إلى أن المدن كانت «نقطة بداية انتشار» الجائحة، وذكر أن «الآن هو الوقت المناسب للتكيف مع واقع الأمر والجائحات المستقبلية». في 30 يوليو، أصدر الأمين العام أحدث موجز لسياساته بشأن أزمة فيروس كورونا (تأثير كوفيد-19 على جنوب شرق آسيا)، والذي تناول التأثيرات على 11 دولة في جنوب شرق آسيا وقدم توصيات لمسار مستدام وشامل لتحقيق التعافي من الجائحة مع إعطاء الأولوية للمساواة بين الجنسين.

#### أغسطس
أصدر الأمين العام في 3 أغسطس 2020 توصيات لإعادة الأطفال إلى الفصول الدراسية في موجز سياسة اليونسكو الجديد بعنوان «التعليم خلال جائحة كوفيد-19 وما بعدها: مستقبل التعليم هنا»، والذي أُصدر جنبًا إلى جنب مع حملة عالمية جديدة حملت اسم «أنقذوا مستقبلنا»، إذ قدرت الأمم المتحدة عدد الأطفال المتضررين من إغلاق المدراس بنحو مليار طفل بحلول شهر يوليو. في 12 أغسطس، أطلع الأمين العام مجلس الأمن التابع للأمم المتحدة على تطورات السلام المستدام والتقدم المحرز في مناشدات وقف إطلاق النار على مستوى العالم، محذرًا من التهديدات التي يحملها كوفيد-19 فيما يتعلق بمكاسب التنمية وبناء السلام التي تحققت بشق الأنفس، واصفًا الجائحة بأنها «تهديد بتفاقم النزاعات أو إثارة نزاعات جديدة». في 24 أغسطس، أصدر الأمين العام موجز السياسة الأخير الخاص به بشأن السياحة، داعيًا إلى إعادة بناء قطاع السياحة العالمي الحيوي «بطريقة آمنة ومنصفة وصديقة للمناخ». تحدث الأمين العام للأمم المتحدة في 31 أغسطس مخاطبًا قاعة افتراضية مع شابات من منظمات غير حكومية، في سياق الدورة السنوية للجنة الأمم المتحدة المعنية بوضع المرأة، بتنسيق من هيئة الأمم المتحدة للمرأة، قائلًا إن جائحة كوفيد-19 قد أدت إلى فقد نتاج عقود من تقدم هش بشأن المساواة بين الجنسين وحقوق المرأة.

#### سبتمبر
حذر الأمين العام في 2 سبتمبر 2020، في سياق اجتماع من سلسلة اجتماعات عملية العقبة الدولية لرؤساء الدول لتحسين التعاون العالمي في مكافحة الإرهاب والتطرف العنيف، من أن العالم قد «دخل مرحلةً جديدةً متقلبةً وغير مستقرة». بفعل تأثير جائحة كوفيد-19 على السلام والأمن. في 3 سبتمبر، دعا الأمين العام إلى اتخاذ إجراءات منسقة وذات مغزى، خاصة من مجموعة العشرين، لجعل التعافي من فيروس كورونا «نقطة تحول حقيقية» للأفراد والكوكب، وحدد ستة إجراءات إيجابية للمناخ من أجل تحقيق التعافي المستدام.أعلن الأمين العام في 9 سبتمبر، بالتزامن مع إصدار تقرير جديد حمل عنوان متحدون في العلم 2020، أن مستويات الغازات الدفيئة قد بلغت مستويات قياسية، في حين عادت الانبعاثات التي انخفضت مؤقتًا بسبب جائحة فيروس كورونا إلى مستويات فترة ما قبل كوفيد-19، مع ارتفاع درجات الحرارة العالمية إلى مستويات قياسية جديدة. في 10 سبتمبر، أكد اجتماع السفراء في منتدى افتراضي رفيع المستوى حول ثقافة السلام «أننا لم نواجه منذ إنشاء الأمم المتحدة مثل هذا التهديد المعقد والمتعدد الأبعاد للسلم والأمن العالميين».

## الجمعية العامة
أصدرت الجمعية العامة قرارين متعلقان مباشرةً بفيروس كورونا. القرار الأول في 2 أبريل 2020 (A/RES/74/270) يُعنى بشأن «التضامن العالمي لمكافحة مرض فيروس كورونا 2019 (كوفيد-19)»، ويؤكد من جديد التزام الجمعية العامة بالتعاون الدولي والتعددية ويعرب عن «الدعم القوي للدور المركزي لمنظومة الأمم المتحدة». بالإضافة إلى ذلك، يؤكد على ضرورة احترام حقوق الإنسان خلال الجائحة؛ ويقدم التعازي لأسر المتضررين؛ ويقدم الشكر والدعم للموظفين الطبيين؛ ويدعو إلى «تكثيف التعاون الدولي لاحتواء الجائحة والتخفيف من حدتها والتصدي لها»، بما في ذلك عن طريق منظمة الصحة العالمية؛ ويجدد الالتزام بمساعدة الفئات المستضعفة؛ ويؤكد من جديد الالتزام بعقد الأمم المتحدة للعمل وبالتنمية المستدامة؛ ويعرب عن تفاؤله بالمستقبل؛ ويدعو منظومة الأمم المتحدة، بقيادة الأمين العام للأمم المتحدة، إلى «العمل مع جميع الجهات الفاعلة ذات الصلة بهدف تعبئة استجابة عالمية منسقة للجائحة وأثرها الاجتماعي والاقتصادي والمالي الضار على جميع المجتمعات».
صدر القرار الثاني في 20 أبريل 2020 (A/RES/74/274) حول «التعاون الدولي لضمان الحصول على الأدوية واللقاحات والمعدات الطبية على الصعيد العالمي لمواجهة كوفيد-19» وحثَّ على التعاون الدولي لضمان الحصول على المعدات الطبية والعلاج واللقاحات على الصعيد العالمي.
بُغية دعم مهامها وأداء الخدمات الأساسية وضمان الاستمرارية، تبنت الجمعية أساليب عمل مبتكرة أبرزها «إجراء الموافقة الصامتة»، التي تزود الدول الأعضاء ب72 ساعة على الأقل لإثارة الاعتراضات على مشروع قرار أو مقرر، وتسمح أيضًا للبلدان بتوضيح مواقفها.
في الثاني من يونيو 2020، دعا رئيس الجمعية العامة، تيجاني محمد باند، الدول الأعضاء في الأمم المتحدة إلى وضع حقوق الإنسان في قلب استجابتها المستمرة للجنة حقوق الإنسان في العراق، وضمان قدرة الجميع على التمتع «بالعدالة والسلام».

## مجلس الأمن
أصدر مجلس الأمن قرارا واحدًا يعالج بشكل مباشر جائحة فيروس كورونا، في 1 يوليو 2020: S/RES/2532 «السلام والأمن الدوليين»، مطالبًا بوقف إطلاق النار على الصعيد العالمي من أجل إتاحة إمكانية وصول المساعدات الإنسانية إلى أكثر فئات العالم المستضعفة في مناطق الصراع.

## استجابات منظومة الأمم المتحدة

### منظمة الأغذية والزراعة (الفاو)
تحذر منظمة الأغذية والزراعة والوكالات الشريكة من زيادة معدلات الجوع منذ شهر يونيو. في السادس عشر من يونيو 2020، اقترح مكتب الأمم المتحدة في أميركا اللاتينية ومنطقة الكاريبي، بالتعاون مع منظمة الأغذية والزراعة، في دراسة جديدة عشرة تدابير لتجنب زيادة الجوع في المنطقة، عبر وسائل منها «منحة مكافحة الجوع»، وسط تحذيرات من احتمالية تجاوز من يعيشون تحت خط الفقر في المنطقة 83 مليون نسمة بحلول نهاية عام 2020 بسبب آثار الجائحة. في 14 يوليو 2020، أطلق شو دنيو، المدير العام لمنظمة الأغذية والزراعة، برنامج الاستجابة لكوفيد-19 والإنعاش الشامل درءًا لحالة طوارئ غذائية عالمية أثناء وبعد الجائحة وتوفير «استجابات إنمائية متوسطة إلى طويلة الأجل للأمن الغذائي والتغذية»، بتكلفة استثمارية أولية قدرها 1.2 مليار دولار. في 17 يوليو، حذر برنامج الأغذية العالمي ومنظمة الأغذية والزراعة معًا من أن الجوع يهدد «بالتحليق إلى مستويات مدمرة في 25 بلدًا في الأشهر المقبلة»، ما سيدفع أفقر فقراء العالم إلى «هاوية» المجاعة. في 29 يوليو، أصدرت منظمة الأغذية والزراعة «دعوة للعمل» تسلط الضوء على محنة مئات الملايين من المزارعين من أصحاب الحيازات الصغيرة في منطقة آسيا والمحيط الهادئ، الذين ينتجون غالبية الأغذية في العالم، وفي 21 أغسطس، دعت منظمة الأغذية والزراعة وبرنامج الأغذية العالمي، مستشهدين ببيانات توضح أن أكثر من 3 ملايين شخص يواجهون انعدام الأمن الغذائي الحاد جرّاء مرض كوفيد-19 والصراعات، إلى اتخاذ إجراءات إنسانية عاجلة ومستدامة في بوركينا فاسو.

### منظمة العمل الدولية
تحذر منظمة العمل الدولية من البطالة العالمية الجماعية منذ مارس. في 18 مارس 2020، أصدرت منظمة العمل الدولية توقعات تظهر أن ملايين الأشخاص سيصبحون عاطلين عن العمل بسبب الجائحة ودعت إلى استجابة سياسية منسقة دوليًا، كما حدث في الأزمة المالية عام 2008، لخفض التأثير على البطالة العالمية بشكل كبير. في 28 أبريل، أصدرت منظمة العمل الدولية الطبعة الثالثة من مرصد منظمة العمل الدولية: كوفيد-19 وعالم العمل، إذ أبلغت أن ما يقرب من 1.6 مليار شخص يعملون في الاقتصاد غير الرسمي، أي يمكن لما يقرب من نصف القوى العاملة العالمية أن يشهدوا تدمير سُبل معيشتهم بسبب استجابات الإغلاق التام وتفشي مرض كوفيد-19، في حين يُخشى من «عرقلة خطيرة» لدى أكثر من 430 مليون مؤسسة في القطاعات المتضررة. بمناسبة الاحتفال باليوم العالمي للسلامة والصحة في العمل، أصدرت منظمة العمل الدولية تقريرًا ثانيًا جديدًا حول، ضمان السلامة والصحة في العمل، وحثَّت الدول على اتخاذ الإجراءات اللازمة لمنع ومراقبة مرض كوفيد-19 في أماكن العمل. في 27 مايو، حذرت منظمة العمل الدولية في تقرير جديد أن أكثر من شاب من أصل ستة شباب قد توقف عن العمل منذ بداية الجائحة، ما أدى إلى خلق «جيل الإغلاق التام».
في 12 يونيو 2020، حذّر المدير العام لمنظمة العمل الدولية أثناء إحيائه اليوم العالمي لمكافحة عمل الأطفال، من أن المكاسب الضخمة التي تحققت من أجل إنهاء عمل الأطفال على مدى العقدين الماضيين قد تنقلب بفعل جائحة كوفيد-19. في 30 يونيو، علّق المدير العام لمنظمة العمل الدولية على بيانات جديدة لمنظمة العمل الدولية تبين أن ساعات العمل انخفضت بنسبة 14% خلال الربع الثاني من عام 2020، ذكر أن تأثير أزمة كوفيد-19 على الوظائف كان أسوأ بكثير مما كان متوقعًا في البداية، وناشد الحكومات والعمال وأصحاب العمل الاتفاق على خطة مستدامة لتحقيق الانتعاش الاقتصادي للحد من أوجه التفاوت التي كشفت عنها الجائحة. في 8 يوليو، يذكر الأمين العام للأمم المتحدة في مؤتمر القمة العالمي الذي نظمته منظمة العمل الدولية، والذي يشكل جزءًا من حدث افتراضي مدته خمسة أيام يعالج جائحة فيروس كورنا، أن الوظائف اللائقة لابد أن تدعم سيرورة الانتعاش من فيروس كوفيد-19 من أجل «إعادة البناء بشكل أفضل». في 23 سبتمبر، ذكرت منظمة العمل الدولية في عددها السادس من «مرصد كوفيد» أن مرض كوفيد-19 كان ذو تأثير «كارثيّ» على العمال، أي ما يعادل 495 مليون وظيفة بدوام كامل فُقدت على مستوى العالم في الربع الثاني من العام، وكانت البلدان ذات الدخل المنخفض والمتوسط هي الأكثر معاناة.

### صندوق النقد الدولي
حذر صندوق النقد الدولي من أضخم كساد عالمي منذ أزمة الكساد الكبير. في 4 مارس 2020، أعلن خبراء الاقتصاد في الأمم المتحدة في مؤتمر الأمم المتحدة للتجارة والتنمية إلى جانب البنك الدولي وصندوق النقد الدولي عن انخفاض محتمل في صادرات الصناعة التحويلية على مستوى العالم بمقدار 50 مليار دولار في فبراير، بالإضافة إلى تعهد صندوق النقد الدولي بتقديم الدعم للبلدان المعرضة للخطر. في 25 مارس، وفي الرابع عشر من أبريل، توقع صندوق النقد الدولي «أسوأ ركود اقتصادي منذ الكساد الكبير»، أفاد صندوق النقد الدولي بأن النمو في عام 2020 من المرجح أن يكون أقل من 3%، وهو تغير هائل منذ تقرير التوقعات الاقتصادية العالمية في يناير.
في 24 يونيو 2020، حذر صندوق النقد الدولي في أحدث تقرير له عن التوقعات الاقتصادية العالمية من أن الانتعاش الاقتصادي من وباء كوفيد-19 كان من المتوقع أن يكون أبطأ من المتوقع في السابق، حيث قُدر النمو في عام 2020 بنسبة -4,9%، أو ما يقرب من نقطتين مئويتين أقل من توقعات أبريل، ما يشير إلى ركود أعمق وتباطؤ التعافي. في 12 يوليو، دعا صندوق النقد الدولي إلى إصلاح الأنظمة الضريبية، بما في ذلك الحد من التهرب الضريبي، لضمان الانتعاش الاقتصادي العادل من الجائحة.

### المنظمة الدولية للهجرة
حذرت المنظمة الدولية للهجرة والوكالات ذات الصلة من الآثار الصحية والاجتماعية الاقتصادية الخطيرة على المهاجرين واللاجئين. في 17 مارس، أعلنت وكالات الأمم المتحدة والمنظمة الدولية للهجرة والمفوضية السامية للأمم المتحدة لشؤون اللاجئين، عن وقف مؤقت لعملية إعادة توطين اللاجئين. في 1 أبريل، أكدت المفوضية والمنظمة الدولية للهجرة بشكل مشترك أن حالة الطوارئ لكوفيد-19 قد فاقمت الوضع اليائس بالفعل بالنسبة للعديد من اللاجئين والمهاجرين من فنزويلا. في 2 أبريل، أطلقت المنظمة الدولية للهجرة التحذيرات حيال الظروف السائدة في مراكز الاستقبال المزدحمة في اليونان، مع ظهور أول اختبار إيجابي لكوفيد-19 بين للمهاجرين. في 15 أبريل 2020، وسعت المنظمة نطاق خطتها العالمية للتأهب والاستجابة الاستراتيجيين لتشمل تدخلات رئيسية تهدف إلى التخفيف من حدة الآثار الصحية والاجتماعية والاقتصادية الخطيرة للجائحة.
في 21 يوليو 2020، حذرت المنظمة الدولية للهجرة من أن الخوف من جائحة كوفيد-19 يسبب نزوح جديد في اليمن الذي مزقته الحرب. وأصدرت المنظمة الدولية للهجرة وغرفة التجارة الدولية توجيهات جديدة من جانب أصحاب العمل لاتخاذ تدابير لحماية العمال المهاجرين.

### الاتحاد الدولي للاتصالات
قاد الاتحاد الدولي للاتصالات الجهود العالمية لتأمين استقرار الشبكات العالمية، والتحذير من المعلومات المضللة التي تضمنها تكنولوجيا 5G، وسد الفجوة الإلكترونية المتزايدة. في الثالث والعشرين من مارس 2020، أطلق الاتحاد الدولي للاتصالات منصة جديدة لمساعدة الشبكات العالمية تحت ضغوط متزايدة ومواجهة الطلب المتزايد أثناء الجائحة لكي تظل «أكثر أمانًا وقوة واتصالا». في الثاني والعشرين من أبريل، أكد الاتحاد الدولي للاتصالات أن تكنولوجيا 5G لم تكن بأي حال من الأحوال مسؤولة عن انتشار فيروس كوفيد-19. في 4 مايو، حدد الاتحاد الدولي للاتصالات السلكية واللاسلكية الآثار المترتبة على الجائحة، محذرًا من ضرورة سد الفجوة الرقمية لـ 3.6 مليار شخص دون وصول للشبكة، مع تضاعف حركة المرور على الإنترنت إلى ثلاثة أمثالها.

### المفوضية السامية الأمم المتحدة لحقوق الإنسان
ابتداءً من مارس 2020 حذرت المفوضة السامية لحقوق الإنسان باستمرار من الآثار السلبية لجائحة كوفيد-19 على حقوق الإنسان، وخاصة بالنسبة للفئات المستضعفة. في 6 مارس، ناشدت المفوضة السامية الشركات لوضع حقوق الإنسان «نُصب أعينهم» عند تنفيذ تدابير وقائية لتجنب التأثير على أفقر الناس في المجتمع. في 24 مارس، دعت المفوضة السامية إلى تخفيف العقوبات المفروضة على البلدان الخاضعة للعقوبات، مثل إيران، «والسماح لأنظمتهم الطبية بمكافحة المرض والحد من انتشاره على مستوى العالم». في 25 مارس، حثَّت المفوضة السامية الحكومات إلى اتخاذ إجراءات سريعة لكبح كوفيد-19 من اجتياح السجون وأماكن الاحتجاز الأخرى.
في 2 أبريل 2020، حذرت المفوضة السامية لحقوق الإنسان من محنة مئات الآلاف من العمال المهاجرين العاطلين عن العمل الآن في الهند، داعيةً إلى التضامن في المعركة ضد فيروس كورونا. في الثالث من أبريل، رحبت المفوضة السامية بقرار العديد من الحكومات إطلاق سراح مئات الآلاف من السجناء لإبطاء انتقال فيروس كورونا الجديد داخل أنظمة السجون. في 7 أبريل، أصدر المفوض السامي توجيهات جديدة تحدد الإجراءات الأساسية لحماية أفراد مجتمع الميم من التمييز أثناء جائحة كوفيد-19. وفي 24 أبريل، أعربت المفوضة السامية عن انزعاجها من لأعمال القمع الصحفية التي تخنق التدفق الحر للمعلومات في بعض البلدان. في 27 أبريل، حذرت المفوضة السامية من «ثقافة سامة من الإغلاق التام» تتلخص في قمع الدولة، وتذكر أن سلطات الطوارئ «لا ينبغي لها أن تكون سلاح الحكومات قادر على قمع المعارضة، والسيطرة على السكان، وحتى إدامة وقتها في السلطة».
في 8 مايو 2020، حذرت المفوضة السامية من أن بعض أطراف الصراع في سوريا، بما في ذلك مقاتلي تنظيم الدولة الإسلامية، ربما يستخدمون جائحة كوفيد-19 «كفرصة لإعادة تنظيم صفوفهم وإلحاق العنف بالسكان». في 14 مايو، حذرت المفوضة السامية من مخاطر محتملة مع توجه المزيد من البلدان لرفع عمليات الإغلاق لاحتواء انتشار كوفيد-19. في 20 مايو، أصدر المفوض السامي ورئيس اللجنة الأفريقية لحقوق الإنسان والشعوب دعوة مشتركة لاتخاذ تدابير عاجلة للحد من الآثار المترتبة على مرض كوفيد-19 لدى أكثر بلدان أفريقيا عُرضة للخطر، محذرًا بأن الوقوف مكتوفي الأيدي أملًا بأن يحل الأمر نفسه مصيره الفشل.
في 2 يونيو 2020، دعت المفوضة السامية إلى اتخاذ إجراءات عاجلة لمعالجة «التأثير غير المتناسب الرئيسي» الذي يخلفه قانون كوفيد-19 على الأقليات العِرقية والإثنية، بما في ذلك المنحدرين من أصل أفريقي. في 3 يونيو، حثَّت المفوضة السامية بلدان آسيا والمحيط الهادئ على احترام الحق في حرية التعبير، بعد حملة قمع مروعة ضد حرية التعبير أثناء أزمة كوفيد-19. في 10 يوليو، حذرت المفوضة السامية من أن لبنان «يخرج بسرعة عن نطاق السيطرة»، ما أدى إلى الفقر المدقع والجوع، بسبب الصدمات الاجتماعية الاقتصادية الناجمة عن الجائحة. في 24 يوليو، ذكّرت المفوضية السلطات في زيمبابوي بأنه لا ينبغي استخدام جائحة فيروس كورونا «كذريعة لتضييق الخناق على الحريات الأساسية». في 7 أغسطس، مع بقاء الأمريكيتين مركزًا لجائحة كوفيد-19، وفي اليوم الدولي للشعوب الأصلية في العالم، أكد المفوض السامي «ضرورة ضمان سيطرة السكان الأصليين في العالم على مجتمعاتهم»، نظرًا لما تشكله جائحة كوفيد-19 من «تهديد خطير» على الشعوب الأصلية في العالم.

### برنامج الأمم المتحدة المشترك لفيروس نقص المناعة البشرية/الإيدز
في 14 مايو 2020، بدأ برنامج الأمم المتحدة المشترك لفيروس نقص المناعة البشرية/الإيدز حملة توقيع عريضة من زعماء العالم يطلب فيها أن يكون لقاح كوفيد-19 الناجح متاحًا للجميع بالمجان. في 27 أغسطس 2020، حذر برنامج الأمم المتحدة المشترك لفيروس نقص المناعة البشرية/الإيدز في تقرير جديد بعنوان «الحقوق في الجائحات – الإغلاقات التامة، الحقوق والدروس المستفادة من فيروس نقص المناعة البشرية في الاستجابة المبكرة لكوفيد-19»، بأن بعض المجتمعات الأكثر تهميشًا في العالم قد شهدت أعمال عنف وانتهاكات أخرى لحقوق الإنسان خلال جائحة كوفيد-19.

### مؤتمر الأمم المتحدة للتجارة والتنمية (الأونكتاد)
حذر الأونكتاد من انهيار تجاري هائل في عام 2020. في 4 مارس 2020، أعلن خبراء الاقتصاد بالأمم المتحدة في الأونكتاد والبنك الدولي وصندوق النقد الدولي عن انخفاض محتمل في صادرات الصناعة العالمية بمقدار 50 مليار دولار في فبراير، بالإضافة إلى تعهد صندوق النقد الدولي بتقديم الدعم للبلدان الضعيفة. حذرت باميلا كوكا-هاملتون، أكبر خبراء الاقتصاد في الأمم المتحدة، من انتشار حالة الذعر. في 9 مارس، ذكر الأونكتاد أن انعدام الاستقرار الاقتصادي الناجم عن الفيروس من المرجح أن يكلف الاقتصاد العالمي تريليون دولار في عام 2020. في 26 مارس، أبلغ الأونكتاد عن طريق تقريره الأخير المعنون مرصد اتجاهات الاستثمار أن تدفقات الاستثمار الأجنبي المباشر من المرجح أن تنخفض بنسبة 30 إلى 40 في المئة خلال عام 2020، وحتى عام 2021، ما يعكس حالة اقتصادية أشد خطورة بكثير مما كان متوقعًا في البداية.

### المجلس الاقتصادي والاجتماعي للأمم المتحدة
حذر المجلس الاقتصادي والاجتماعي للأمم المتحدة، والمسؤول عن وضع استراتيجيات للاستجابة الاقتصادية والاجتماعية التي تقدمها الأمم المتحدة لهذه الجائحة من تأثيرها على تحقيق أهداف الأمم المتحدة للتنمية المستدامة. في 8 مايو 2020، حذر المجلس الاقتصادي والاجتماعي من أن تفشي مرض كوفيد-19 قد يؤدي إلى كارثة إنسانية في هايتي. في 11 مايو، أجرى المجلس الاقتصادي والاجتماعي مناقشة واسعة النطاق حول السياسات العامة بعنوان «توحيد القوى: حلول سياسية فعالة للاستجابة ضد كوفيد-19»، مؤكدًا على مجموعة من الحلول المتعددة الأطراف، مع تأكيد الالتزام أيضًا بالعودة إلى المسار الصحيح لتحقيق أهداف التنمية المستدامة. في 2 يونيو، خلال محفل تمويل التنمية للمجلس الاقتصادي والاجتماعي، وأثناء استكشافها خيارات التمويل لمعالجة الجائحة وتعبئة الموارد اللازمة لتحقيق الانتعاش الاستباقي، أبلغت أمينة ج. محمد نائبة الأمين العام المندوبين بأن التمويل «غير المسبوق» مطلوب لوقف ركود الاقتصادي «لم يسبق له مثيل».
في 6 يوليو، خلال محفل سياسي رفيع المستوى لمناقشة الانتعاش بعد انتشار الجائحة، أعلن السيد ماهر مارغريان، نائب رئيس المجلس الاقتصادي والاجتماعي، أن مستقبل أهداف التنمية المستدامة «سوف يعتمد على اختياراتنا السياسية اليوم» على التصميم العالمي للعمل في إطار التضامن. في 7 يوليو، ألقت منى يول، رئيسة المجلس الاقتصادي والاجتماعي، كلمة في الاجتماع الافتتاحي للمنتدى السياسي الرفيع المستوى للتنمية المستدامة، وإذ تلاحظ أن الآثار المأساوية لجائحة كوفيد-19 قد كشفت عن «نقاط ضعف في أنظمتنا ومجتمعاتنا»، وحذرت من أن «ديناميكية جديدة» مطلوبة لمعالجة الصدمات السلبية. في 23 يوليو، أوجز رئيس المجلس الاقتصادي والاجتماعي القادم، السفير منير أكرم من باكستان، تركيزًا ثلاثي الأركان على الجائحة، وأهداف التنمية المستدامة، والعمل المناخي.

### منظمة الأمم المتحدة للتربية والعلم والثقافة (اليونسكو)
أبرزت اليونسكو الحاجة إلى مكافحة المعلومات المغلوطة حول كوفيد-19 ومحنة تعليم الأطفال أثناء انتشار الجائحة، وحاولت معالجة ذلك من خلال البحوث وموجزات السياسات. في 5 مارس 2020 أعلنت اليونسكو أن 290 مليون طالب عالقين في منازلهم. في 10 مارس، سلطت اليونسكو الضوء على موضوع إغلاق المدارس غير المسبوق على مستوى العالم.
في 6 إبريل 2020، دعت اليونسكو المبدعين الشباب وعلماء البيانات والمصممين، وخاصة أولئك الذين أصبحوا خارج المدرسة، إلى الانضمام إلى هاكاثون يستمر لمدة شهر (CodeTheCurve) لتوفير حلول رقمية للجائحة العالمية. في 13 أبريل، حذرت اليونسكو من معلومات غير موثوقة وغير صحيحة عن جائحة كوفيد-19، وصفتها بمصطلح «معلومات جائحية مضللة» عالمية. في 21 أبريل، كشفت بيانات جديدة صادرة عن اليونسكو وشركائها عن وجود فروق شديدة في التعلم عن بعد القائم على التكنولوجيا الرقمية بالنسبة لمعظم طلاب العالم الموجودين في منازلهم بسبب مرض كوفيد-19، إذ أن نصف العدد الكلي للطلاب خارج الفصول الدراسية (نحو 830 مليون متعلم في جميع أنحاء العالم) يفتقرون إلى إمكانية الوصول إلى الحاسوب، مع وجود ما يزيد على 40 في المئة منهم دون اتصال بالإنترنت في منازلهم. في 29 أبريل، أصدرت اليونسكو واليونيسيف والبنك الدولي، كجزء من التحالف العالمي للتعليم، مبادئ توجيهية جديدة لمساعدة الحكومات في اتخاذ القرارات بشأن إعادة فتح المدارس بأمان لنحو 1.3 مليار طالب تأثروا بالإغلاق.
في 4 مايو 2020، خلال حدث تحت قيادة اليونسكو بمناسبة اليوم العالمي لحرية الصحافة، أشار الأمين العام للأمم المتحدة إلى أن الصحفيين هم المفتاح لمواجهة «التفشي الخطير للمعلومات المضللة» المصاحب لجائحة كوفيد-19، بما في ذلك المشورة الصحية الضارة، وخطاب الكراهية، ونظريات المؤامرة الجامحة، و«الأكاذيب الصارخة». في 18 مايو، في اليوم الدولي للمتاحف، كشفت اليونسكو أن حوالي 90% من المؤسسات الثقافية قد اضطرت إلى إغلاق أبوابها، بينما كان 13% تقريبًا من هذه المؤسسات مهددة بشكل خطير بعدم إعادة فتح أبوابها نهائيًا.
في 3 يوليو 2020، ذكرت منظمة اليونسكو أن تزايد عمليات النهب لمواقع التراث العالمي المهددة بالانقراض خلال الإغلاقات التامة جرّاء كوفيد-19 من المرجح أن يؤدي إلى ظهور عدد كبير من القطع المسروقة على شبكة الإنترنت. في 13 يوليو، مع تقديرات الأمم المتحدة بأن بليون طفل أصبح خارج المدرسة بسبب هذه الجائحة. أودري أزولاي، المديرة العامة لليونسكو، سلطت الضوء على الحاجة إلى ضمان تعليم الأطفال اللاجئين.
في 3 أغسطس 2020، أطلقت اليونسكو مذكرة سياسة جديدة بعنوان «التعليم خلال كوفيد-19 وما بعده: مستقبل التعليم هنا»، إلى جانب حملة عالمية جديدة بعنوان أنقذوا مستقبلنا.

### برنامج الأمم المتحدة للبيئة
علق برنامج الأمم المتحدة للبيئة على انهيار صناعة الوقود الأحفوري وحذر من المزيد من الجوائح حيوانية المنشأ. في 10 يونيو 2020، أصدر برنامج الأمم المتحدة للبيئة وشركاؤه تقريرًا جديدًا بعنوان الاتجاهات العالمية في استثمار الطاقة المتجددة 2020، يوضح أن الطاقة المتجددة كانت أكثر فعالية من حيث التكلفة من أي وقت مضى، إذ أثر فيروس كورونا على صناعة الوقود الأحفوري، ما وفر فرصة إعطاء الأولوية للطاقة النظيفة في حزم الانتعاش الاقتصادي الوطني وتقريب العالم من تحقيق أهداف اتفاق باريس.
في 6 يوليو 2020، حذر تقرير مشترك لبرنامج الأمم المتحدة للبيئة والمعهد الدولي لبحوث الثروة الحيوانية من أن العالم يمكن أن يتوقع انتقال الأمراض من الحيوانات إلى الإنسان، وذكر أنه ما يزال هناك وقت للوقاية من الجوائح حيوانية المنشأ.

### مفوضية الأمم المتحدة السامية لشؤون اللاجئين
حذر مجلس حقوق الإنسان التابع للأمم المتحدة من تأثير خطير على اللاجئين وأنه يحاول التخفيف من هذا الأثر من خلال السياسات وتأمين التمويل. في 1 أبريل 2020، حدد المفوض السامي للأمم المتحدة لشؤون اللاجئين سلسلة من الإجراءات التي اتخذها مجلس حقوق الإنسان للاستجابة لحالة الطوارئ الصحية العامة لفيروس كورونا ومنع انتشار على نطاق أوسع، لا سيما تلك التي تهدف إلى تعزيز الصحة وأنظمة المياه والصرف الصحي والنظافة الصحية، بما في ذلك توزيع الصابون وزيادة الوصول إلى المياه. أكدت المفوضية السامية للأمم المتحدة لشؤون اللاجئين والمنظمة الدولية للهجرة بشكل مشترك أن حالة الطوارئ الناجمة عن فيروس كوفيد -19 حول العالم تؤدي إلى تفاقم الوضع اليائس أساسًا بالنسبة للعديد من اللاجئين والمهاجرين من فنزويلا. في 3 أبريل، في بيان مشترك، شددت المفوضية والمنظمة الدولية للهجرة والمفوضية السامية لحقوق الإنسان ومنظمة الصحة العالمية على أن اللاجئين والمهاجرين والنازحين معرضون بشكل متزايد لخطر الإصابة بمرض فيروس كورونا المستجد إذ تُعد النظم الصحية مهددةً بالانهيار. في 20 أبريل، حذرت جيليان تريغز، مساعدة المفوض السامي لشؤون الحماية، من الحاجة الملحة لحماية النساء والفتيات اللاجئات والمشردات وعديمي الجنسية وقت انتشار هذه الجائحة.
في 15 مايو 2020، أبلغت المفوضية السامية للأمم المتحدة لشؤون اللاجئين عن أول حالات كوفيد-19 في مخيمات اللاجئين الروهينغا في كوكس بازار. حذر مكتب المفوضية السامية للأمم المتحدة لشؤون اللاجئين من أن عمليات الإغلاق بسبب فيروس كورونا في أمريكا الوسطى تستغلها العصابات الإجرامية. في 21 مايو، وقعت منظمة الصحة العالمية ومفوضية الأمم المتحدة لشؤون اللاجئين اتفاقية جديدة، تُعد تحديثًا وتوسيعًا لاتفاقية عام 1997، بتمويل من صندوق الاستجابة التضامنية لكوفيد-19، لتوفير حماية أفضل لحوالي 70 مليون شخص متضرر من كوفيد-19 من ذوي الدخل المنخفض والمتوسط في البلدان ذات النظم الصحية الضعيفة.
في 16 يونيو 2020، حذرت المفوضية السامية للأمم المتحدة لشؤون اللاجئين من تفاقم أزمة اللاجئين في سوريا، إذ يحتاج 200 ألف لاجئ آخرين إلى المساعدة الطارئة في فترة الثلاثة أشهر هذه فقط بسبب تأثير الجائحة.

### مجلس حقوق الإنسان التابع للأمم المتحدة
حذر مجلس حقوق الإنسان التابع للأمم المتحدة من تأثير الجائحة على حقوق الإنسان الفردية. في 26 مارس، شددت مجموعة من 42 خبير يمثلون تقريبا كل متخصص حقوقي مستقل يعمل ضمن النظام المفوض من مجلس حقوق الإنسان التابع للأمم المتحدة على أنه بالإضافة إلى الصحة العامة وإجراءات الطوارئ لمواجهة جائحة كوفيد-19، يتعين على الدول احترام حقوق الإنسان الأساسية الفردية. في 16 يوليو، أشار مجلس حقوق الإنسان التابع للأمم المتحدة إلى ارتفاع عالمي في عدد السجينات يتسارع بوتيرة أسرع من معدل السجناء الذكور، وأن إجراءات كوفيد تجعل الأحكام أسوأ. في 31 آذار، أصدر هلال إلفير، مقرر الأمم المتحدة الخاص المعني بالحق في الغذاء، وهو جزء من الإجراءات الخاصة لمجلس حقوق الإنسان، بيانًا أشار فيه إلى استمرار فرض العقوبات، خاصة على سوريا وفنزويلا وإيران وكوبا وزمبابوي وتأثيرها الخطير على الحق الأساسي في الغذاء الكافي والوافي. في 7 أغسطس 2020، دعا المقررون الخاصون والخبراء المستقلون، جزء من الإجراءات الخاصة لمجلس حقوق الإنسان، الدول مرة أخرى إلى تخفيف أو رفع العقوبات للسماح للبلدان والمجتمعات المتضررة مثل كوبا وإيران والسودان وسوريا وفنزويلا واليمن بالحصول على الإمدادات الحيوية في مكافحة جائحة كوفيد -19. في 24 أغسطس، أثار المقررون الخاصون للأمم المتحدة والخبراء المستقلون المعنيون بحقوق الإنسان القلق بشأن المخاطر الجسيمة وغير الضرورية للإصابة بكوفيد-19 التي يواجهها المدافعون عن حقوق الإنسان المسجونون الذين يواجهون الاحتجاز المطول قبل المحاكمة في مصر.

### منظمة الأمم المتحدة للطفولة (اليونيسيف)
نشطت اليونيسف منذ مارس 2020، في تقديم المشورة وإجراء البحوث حول تأثير فيروس كورونا على الأطفال، وتسليط الضوء بشكل خاص على محنة الأطفال الضعفاء، بمن فيهم الأطفال اللاجئون، في الدول الضعيفة، لا سيما مشكلة الحفاظ على التطعيم الدوري. في 17 مارس 2020، أصدرت اليونيسف نصائح حول كيفية تحدث الآباء ومقدمي الرعاية للأطفال حول فيروس كورونا. في 23 مارس، حذرت اليونيسف وشركاؤها الإغاثيون في سوريا من أن انقطاع المياه في شمال شرق البلاد الذي مزقته الحرب قد يؤدي إلى تفاقم المخاطر التي تشكلها الجائحة. في 26 مارس، أكد المدير العام لليونيسف أن اللقاحات المنقذة للحياة يجب ألا تقع ضحية لجائحة كوفيد-19. في 31 مارس، حذرت اليونيسف من أن كوفيد-19 سيؤثر بشكل خطير على نظام الرعاية الصحية في جمهورية الكونغو الديمقراطية، التي تكافح أساسًا الحصبة المميتة ووباء الكوليرا الذي أدى إلى وفاة آلاف الأطفال.
في 1 أبريل 2020، حذر المدير التنفيذي لليونيسف من أن تفشي كوفيد-19 في مخيمات اللاجئين في العالم يبدو وشيكًا. في 13 أبريل، حذرت اليونيسف ومنظمة الصحة العالمية وشركاء صحيون آخرون يدعمون مبادرة الحصبة والحصبة الألمانية من أن أكثر من 117 مليون طفل في 37 دولة تحت خطر فقدان لقاح الحصبة. وحذرت اليونيسف أيضًا من أن مئات الآلاف من الأطفال المحتجزين معرضون لخطر جسيم للإصابة بكوفيد-19، داعية إلى الإفراج عنهم بشكل عاجل. في 14 أبريل، حذرت هنريتا فور، المديرة التنفيذية لليونيسف، من المحتالين عبر الإنترنت الذين يعرضون ملايين الأطفال للخطر أثناء عمليات الإغلاق الوبائي لكوفيد-19. في 15 أبريل، حذرت اليونيسف من أن 250 مليون طفل على مستوى العالم يعيشون في كابوس النزاع في حاجة ماسة أن تتبنى الأطراف المتحاربة دعوة الأمين العام للأمم المتحدة لوقف إطلاق النار العالمي مع انتشار جائحة كوفيد-19. في 20 أبريل، أصدر المدير التنفيذي لليونيسف والمفوضية السامية للأمم المتحدة لشؤون اللاجئين بيانًا مشتركًا تعهدا فيه بتسريع العمل لتوسيع وصول الأطفال اللاجئين إلى الحماية والتعليم والمياه النظيفة والصرف الصحي. في 26 أبريل، في بداية أسبوع التحصين العالمي، حذرت اليونيسف من أن ملايين الأطفال معرضون لخطر فقدان اللقاحات المنقذة للحياة ضد الحصبة والدفتيريا وشلل الأطفال بسبب الاضطرابات في التحصين إذ يحاول العالم إبطاء انتقال كوفيد-19. في 30 أبريل، أطلقت الناشطة المناخية غريتا ثونبرج ومنظمة هيومان آكت الدانمركية غير الحكومية حملة لحقوق الطفل لدعم اليونيسف في حماية حياة الأطفال أثناء جائحة كوفيد -19.
في 1 مايو 2020، حذرت اليونيسف من مآزق اللقاحات وطلبت مساعدة عاجلة لتوزيع اللقاحات في جميع أنحاء العالم وسط نقص حاد بسبب قيود كوفيد-19. في 11 مايو، دعا ثلاثة من كبار مسؤولي الأمم المتحدة في الشرق الأوسط، بمن فيهم من اليونيسف ومكتب الأمم المتحدة لحقوق الإنسان، بشكل مشترك إلى إطلاق سراح الأطفال الفلسطينيين من السجون ومراكز الاحتجاز التي تديرها إسرائيل، بسبب خطر الإصابة بكوفيد-19. في 12 مايو، حذرت اليونيسف من أن الأزمة الصحية تتحول بسرعة إلى أزمة لحقوق الطفل، إذ طلبت 1.6 مليار دولار لدعم استجابتها الإنسانية للأطفال المتضررين من الوباء، لأنه بدونها، يمكن أن يموت سنة آلاف طفل دون سن الخامسة يوميًا. في 15 مايو، حذرت اليونيسف في جمهورية الكونغو الديمقراطية من أن القيود المفروضة بسبب فيروس كورونا التي تؤثر على التطعيمات يمكن أن تؤدي إلى عودة ظهور أمراض الطفولة المميتة مثل شلل الأطفال والجدري والحصبة والحمى الصفراء والتهاب الكبد ب والدفتيريا والكزاز والسعال الديكي والتهاب السحايا. في 21 مايو، حذرت اليونيسف من أن الأطفال المهاجرين الذين أُعيدوا قسرًا من الولايات المتحدة إلى المكسيك وأمريكا الوسطى يواجهون الخطر والتمييز الذي تفاقم بسبب جائحة كوفيد-19.
في 4 يونيو 2020، حذرت اليونيسف من أنه مع وجود ما يقرب من 1.2 مليار طفل خارج المدرسة على مستوى العالم بسبب الجائحة، فإن الفجوة الرقمية تهدد بتعميق أزمة التعليم العالمية. في 12 يونيو، حذرت اليونيسف من أن الأطفال في اليمن مكان أسوأ كارثة إنسانية في العالم بحاجة ماسة إلى الخدمات الأساسية، إذ يعتمد أكثر من ثمانية ملايين يمني، نصفهم تقريبًا من الأطفال، بشكل مباشر على وكالة المياه والصرف الصحي والنظافة الصحية. خلال الصراع المستمر وتفشي جائحة الكوليرا، إذ تناقص التمويل المقدر بـ 479 مليون دولار من أجل لليمن بنسبة 40 بالمئة. وحذرت الوكالة من أنه ما لم تتلق 30 مليون دولار بحلول نهاية يونيو، فستُغلق عمليات المياه والصرف الصحي والنظافة الصحية لأربعة ملايين شخص. في 26 يونيو، حذرت اليونيسف في تقرير جديد من أن عدد الأطفال المصابين بسوء التغذية في اليمن قد يصل إلى 2.4 مليون بحلول نهاية عام 2020، بسبب النقص الهائل في تمويل المساعدات الإنسانية وسط جائحة فيروس كورونا.
في 15 يوليو 2020، دعت منظمة الصحة العالمية واليونيسف إلى بذل جهود فورية لتطعيم جميع الأطفال من أجل تجنب الجائحة التي تؤدي إلى صعوبة الوصول، وهي مشكلة تؤثر على أكثر من 100 دولة. في 3 أغسطس، حذرت اليونيسف من أن العواصف وفيروس كورونا يشكلان تهديدًا مزدوجًا للأطفال في أمريكا الوسطى ومنطقة البحر الكاريبي. في 20 أغسطس، حثت منظمة الصحة العالمية واليونيسيف، وفقًا لمسح وبحوث أخرى، الحكومات الأفريقية على تشجيع العودة الآمنة لأطفال المدارس إلى الفصول الدراسية مع الحد من انتشار كوفيد-19. في 3 سبتمبر، حذرت اليونيسف في تقرير جديد من أن أغنى دول العالم يجب أن تحمي رفاه الأطفال من تداعيات كوفيد-19، إذ يعاني الأطفال من مشاكل الصحة العقلية والسمنة وضعف المهارات الاجتماعية والأكاديمية. في 4 سبتمبر، أعلنت اليونيسف أنها ستقود عمليات الشراء العالمية والإمداد العادل والمنصف لقاحات كوفيد-19 عندما تكون متاحة.

### مكتب الأمم المتحدة المعني بالمخدرات والجريمة
حذر مكتب الأمم المتحدة المعني بالمخدرات والجريمة من تفاقم الاتجار بالبشر وتهريب المعدات الطبية المَعيبة، في حين أشار إلى تعطيل تهريب المخدرات العالمي. في 6 مايو، أشار تحليل جديد أجراه مكتب الأمم المتحدة المعني بالمخدرات والجريمة إلى أن تدابير احتواء فيروس كورونا تعرض ضحايا الاتجار بالبشر لمزيد من الاستغلال، بما في ذلك من قبل شبكات الجريمة المنظمة. في 25 يونيو، أصدر مكتب الأمم المتحدة المعني بالمخدرات والجريمة تقريره السنوي، مشيرًا إلى أن أكثر من 35 مليون شخص على مستوى العالم يعانون الآن من إدمان المخدرات، وحليل التقرير أيضًا التأثير بعيد المدى لوباء فيروس كورونا على أسواق المخدرات العالمية.
في 8 يوليو 2020، حذر بحث جديد لمكتب الأمم المتحدة المعني بالمخدرات والجريمة من زيادة تهريب المنتجات الطبية دون المستوى والمعيبة، بسبب كوفيد-19.

### صندوق الأمم المتحدة للسكان
حذر صندوق الأمم المتحدة للسكان من آثار خطيرة على النساء والفتيات، بما في ذلك ملايين حالات الحمل غير المرغوب فيه. في 27 مارس 2020، تعهد المدير التنفيذي لصندوق الأمم المتحدة للسكان بدعم أولئك الذين يعانون من الآثار غير المرئية للجائحة، بما في ذلك النساء والفتيات اللواتي يعانين من انقطاع الوصول إلى الرعاية الصحية الجنسية والإنجابية المنقذة للحياة. في 24 أبريل، أفاد صندوق الأمم المتحدة للسكان ومنظمة الصحة العالمية أن الدروس المستفادة خلال تفشي فيروس إيبولا في ليبيريا قبل ست سنوات كانت تساعده في مواجهة كوفيد-19. في 28 أبريل، أصدر صندوق الأمم المتحدة للسكان وشركاؤه بيانات جديدة تشير إلى أن عمليات الإغلاق المستمرة والاضطرابات الكبيرة للخدمات الصحية خلال جائحة كوفيد-19 قد تؤدي إلى سبعة ملايين حالة حمل غير مقصود في الأشهر القليلة المقبلة.
في 11 يوليو 2020، كجزء من اليوم العالمي للسكان، حذر صندوق الأمم المتحدة للسكان مرة أخرى من سبعة ملايين حالة حمل غير مقصود وحوالي 31 مليون حالة إضافية من العنف القائم على النوع الاجتماعي ستظهر بحلول نهاية عام 2020.

### البنك الدولي
لعب البنك الدولي والوكالات ذات الصلة مثل صندوق النقد الدولي دورًا رئيسيًا في الاستجابة المالية العالمية للجائحة. في 4 مارس 2020، أعلن الاقتصاديون في الأمم المتحدة في مؤتمر الأمم المتحدة للتجارة والتنمية والبنك الدولي وصندوق النقد الدولي عن انخفاض محتمل قدره 50 مليار دولار في صادرات التصنيع العالمية في فبراير، إلى جانب تعهد صندوق النقد الدولي بدعم البلدان الضعيفة. في 25 مارس، دعا البنك الدولي وصندوق النقد الدولي إلى تعليق سداد الديون العالمية في ضوء جائحة كوفيد-19. في 5 يونيو، صرح البنك الدولي في تقريره الأخير عن الآفاق الاقتصادية العالمية، أن جائحة كوفيد-19 ستقلص الاقتصاد العالمي بنسبة 5.2 في المائة في عام 2020، وهو الركود الأقوى منذ الحرب العالمية الثانية، ما يؤدي إلى ارتفاع كبير في معدلات الفقر المدقع.
في 27 يوليو 2020، أطلق كبير الاقتصاديين بخصوص أفريقيا في البنك الدولي، ألبرت زوفاك، تقريرًا جديدًا للبنك الدولي، يحث الدول الأفريقية على اعتماد منطقة التجارة الحرة القارية الأفريقية كجزء من تدابير التخفيف الاقتصادي لفيروس كورونا، نظرًا لإمكانية زيادة المنطقة الإقليمية الدخل بنحو 450 مليار دولار. في 29 يوليو، أعلن البنك الدولي عن تمويل بقيمة 4 مليارات دولار لزيادة إنتاج وتوزيع معدات الرعاية الصحية، بما في ذلك معدات الحماية الشخصية وأجهزة التهوية ومجموعات اختبار فيروس كورونا، لمساعدة البلدان النامية في مكافحة الجائحة.

### برنامج الأغذية العالمي
حذر برنامج الأغذية العالمي من زيادة هائلة في انعدام الأمن الغذائي في مناطق متعددة، وخاصة في أفريقيا، بسبب المجاعات ونقص الوجبات المدرسية، نتيجة للجائحة، وينسيق استجابة رئيسية للأمم المتحدة. في 20 مارس 2020، أكد المتحدث الرسمي باسم مكتب الأمم المتحدة لتنسيق الشؤون الإنسانية أن المساعدة الإنسانية العالمية للأمم المتحدة عبر برنامج الأغذية العالمي ستكون حاسمة لحوالي 100 مليون شخص يعيشون في حالات الطوارئ، والمساعدات الغذائية المنقذة للحياة ضرورية لـ 87 مليون شخص.
في 2 أبريل 2020، حذر برنامج الأغذية العالمي من أن مستويات انعدام الأمن الغذائي لخمسة ملايين شخص في منطقة الساحل الإفريقي تخرج عن نطاق السيطرة، مع احتمال تأثير جائحة كوفيد-19 على سلاسل التوريد الإنسانية. في 3 أبريل، أصدر برنامج الأغذية العالمي تقريرًا رئيسيًا بعنوان «كوفيد-19: التأثير المحتمل على أفقر سكان العالم»، مشيرًا إلى صمود السلسلة الغذائية العالمية، مشيرًا إلى أن الصادرات الغذائية من قبل المنتجين الرئيسيين يمكن أن تتأثر إذا أصيبت الدول المصدرة بالذعر. في 14 أبريل، حملت أولى رحلات التضامن التابعة لبرنامج الأغذية العالمي ومنظمة الصحة العالمية معدات طبية كانت أفريقيا في أمس الحاجة إليها، كجزء من مبادرة على مستوى الأمم المتحدة. في 21 أبريل، حذر المدير التنفيذي لبرنامج الأغذية العالمي مجلس الأمن التابع للأمم المتحدة من التحرك بسرعة في مواجهة المجاعات ذات الأبعاد التوراتية فيما لم يكن جائحة صحية عالمية فحسب، بل إنها كارثة إنسانية عالمية أيضًا. في 29 أبريل، حث برنامج الأغذية العالمي واليونيسيف الحكومات على التحرك الفوري لدعم مستقبل 370 مليون طفل على مستوى العالم يعتمدون على الوجبات المدرسية.
في 5 مايو 2020، مع زيادة قيود كوفيد -19 لهشاشة الناس، حذر برنامج الأغذية العالمي أن أكثر من 40 مليون شخص في جميع أنحاء غرب إفريقيا قد يعانون من نقص حاد في الغذاء. في 7 مايو، سعت خطة الأمم المتحدة للاستجابة الإنسانية العالمية المحدثة، بدعم من برنامج الأغذية العالمي والوكالات الأخرى، إلى ما يقرب من 7 مليارات دولار لحماية أرواح الملايين من الناس ووقف انتقال كوفيد-19 في أكثر من 60 دولة من أكثر دول العالم هشاشة. في 28 مايو، أصدر برنامج الأغذية العالمي توقعات تظهر أن ما يقرب من 14 مليون شخص في أمريكا اللاتينية ومنطقة البحر الكاريبي قد يعانون من انعدام الأمن الغذائي الشديد في عام 2020 بسبب جائحة كوفيد-19. في 9 يونيو، حذر برنامج الأغذية العالمي من أن هناك حاجة ماسة إلى مساعدات وتمويل يُقدر بأكثر من 182 مليون دولار لملايين الأشخاص في نيجيريا الذين تأثروا بشدة بآثار جائحة فيروس كورونا، بما في ذلك المجتمعات المتضررة من النزاع على دعم الحياة في شمال شرق نيجيريا.
في 9 يوليو، أصدر برنامج الأغذية العالمي والمفوضية السامية للأمم المتحدة لشؤون اللاجئين تحذيرًا مشتركًا للفت الانتباه إلى زيادة في انعدام الأمن الغذائي في إفريقيا بسبب انقطاع المساعدات وارتفاع أسعار المواد الغذائية المرتبطة بأزمة فيروس كورونا. في 17 يوليو، حذر برنامج الأغذية العالمي ومنظمة الأغذية والزراعة بشكل مشترك من أن الجوع يهدد بالارتفاع إلى مستويات مدمرة في 25 دولة في الأشهر المقبلة، مما يدفع أفقر سكان العالم نحو هاوية المجاعة. في 30 يوليو، سعى برنامج الأغذية العالمي على وجه السرعة للحصول على دعم دولي إضافي لمنع ملايين الزيمبابويين من الانغماس في الجوع بشكل أعمق بسبب جائحة كوفيد-19 التي أدت إلى تفاقم أزمة الجوع الشديدة بالفعل في زيمبابوي. في 6 أغسطس، أعلن برنامج الأغذية العالمي والحكومات أن رحلة تحمل أقنعة واقية وأجهزة تهوية وإمدادات طبية أساسية أخرى للاستجابة لكوفيد -19 قد هبطت في بابوا غينيا الجديدة، لتبدأ خدمة جوية إنسانية لمنطقة المحيط الهادئ.

### منظمة الصحة العالمية
تُعد منظمة الصحة العالمية منظمة قيادية مشاركة في التنسيق العالمي المعني بتخفيف جائحة كوفيد-19. في 5 يناير 2020، أبلغت منظمة الصحة العالمية العالم عن ظهور «ذات الرئة مجهولة السبب» في الصين، وتابعت بعد ذلك استقصاء المرض. في 20 يناير، أكدت منظمة الصحة العالمية انتقال المرض عبر البشر من شخص لآخر. في 30 يناير، أقدمت منظمة الصحة العالمية على إعلان التفشي كحالة طوارئ صحية عامة مثيرة للقلق الدولي وحذرت جميع الدول للاستعداد. في 11 مارس، صرحت منظمة الصحة العالمية بتطور التفشي إلى جائحة. قادت منظمة الصحة العالمية العديد من المبادرات مثل صندوق الاستجابة التضامنية لكوفيد-19 من أجل جمع التبرعات للجائحة، وتجربة التضامن الهادفة إلى استقصاء خيارات العلاج المحتملة للمرض. كاستجابة منها للتفشي، اضطرت منظمة الصحة العالمية إلى التعامل مع النزاعات السياسية بين الدول الأعضاء، لا سيما بين الولايات المتحدة الأمريكية والصين. في 19 مايو، وافقت منظمة الصحة العالمية على إجراء تحقيق مستقل متعلق بتعاملها مع الجائحة.

### منظمة السياحة العالمية (يو إن دبليو تي أو)
في 17 أبريل 2020، حذر الأمين العام لمنظمة السياحة العالمية من إمكانية خسارة السياحة، التي تشكل 10% من الناتج المحلي الإجمالي العالمي، ملايين الوظائف لكنها توفر إمكانية للانتعاش اقتصادي. في 1 يونيو، نشرت منظمة السياحة العالمية بحثًا يشير إلى بدء الدول في تخفيف قيود السفر بشكل حذر.

### أخرى

#### الجدول الزمني لعام 2020
- 1 مارس: أصدرت الأمم المتحدة 15 مليون دولار من مخصصات الطوارئ التابعة لصندوق المركزي من أجل مساعدة الدول الأضعف في مكافحة فيروس كورونا كوفيد-19.[219]
- 20 مارس: سلط المتحدث باسم مكتب الأمم المتحدة لتنسيق الشؤون الإنسانية، ينس لايركي، الضوء على ضرورة تقديم المساعدة الإنسانية العالمية للأمم المتحدة لما يقارب 100 مليون شخص ممن يعيشون في حالات طارئة، وأهمية المساعدات الغذائية المنقذة للحياة لما يقارب 87 مليون شخص، عن طريق برنامج الأغذية العالمي.[220]
- 23 مارس: أعلن برنامج الأمم المتحدة للمستوطنات البشرية عن إمكانية ارتفاع تأثيرات الجائحة وإضرارها بفقراء المدن الذين يعيشون في الأحياء الفقيرة، حيث يقف اكتظاظ السكان عائقًا أمام غسل اليدين والإجراءات الموصى بها مثل التباعد الاجتماعي والعزل الذاتي.[221]
- 24 مارس: دعا المبعوث الخاص بالأمم المتحدة إلى سوريا غير بيدرسون إلى وقف إطلاق النار في جميع أنحاء الدولة من أجل مكافحة الجائحة.[222]
- 26 مارس: أصدرت جينين هينيس بلاسخارت، ممثلة الأمين العام للأمم المتحدة في العراق، رسالة تحث فيها المواطنين على دعم الجهود الحكومية لوقف انتشار أكبر لكوفيد-19.[223]
- 27 مارس: دعا باسكوت تونكاك، مقرر الأمم المتحدة الخاص المعني بالآثار المترتبة على حقوق الإنسان في إدارة المواد والنفايات الخطرة والتخلص منها بطريقة سليمة بيئيًا، الدول ورواد الأعمال لضمان حصول «أبطال الرعاية الصحية» الذين يعملون على الخطوط الأمامية على معدات الوقاية المناسبة.[224]
- 28 مارس: أشاد نيكولاي ملادينوف، المنسق الخاص للأمم المتحدة لعملية السلام في الشرق الأوسط، بالتنسيق بين السلطات الإسرائيلية والفلسطينية في استجابتهم للجائحة.[225]
- 30 مارس: أصدر فيرناند دي فارينيس، المقرر الخاص المعني بشؤون الأقليات، بيانًا يشير فيه إلى تأجيج كوفيد-19 رهاب الأجانب، والكره والإقصاء، بما في ذلك ضد الصينيين وغيرهم من الآسيويين.[226] أصر فريق الأمم المتحدة للخبراء الدوليين والإقليميين البارزين بشأن اليمن على الإفراج العام عن السجناء في اليمن لتجنب تفشي فيروس كورونا في مستوى الدولة بأسرها. كرر المبعوث الخاص بالأمم المتحدة إلى سوريا دعوته إلى «وقف إطلاق النار الفوري والكامل في جميع أنحاء الدولة» كاستجابة لفيروس كورونا.[227][228]
- 31 مارس: ناشدت الأمم المتحدة في الصومال الصوماليين أن «يتحدوا في هذا القتال ضد الجائحة»، مرددةً نداء الأمين العام من أجل «وقف إطلاق النار الفوري الشامل ووضع العنف، والارتياب، والعداوات والحقد جانبًا للتركيز على محاربة الفيروس، وليس بعضنا البعض».[229] أخبر نائب الممثل الخاص للأمم المتحدة في أفغانستان الدول الأعضاء في مجلس الأمن عن مناشدة الأحزاب السياسية الافغانستانية على إعطاء الأولوية إلى المصالح الوطنية والانضمام إلى محادثات السلام مع طالبان، في ظل جائحة كوفيد-19.[230]
- 1 أبريل: أبلغت إدارة الأمم المتحدة للشؤون الاقتصادية والاجتماعية في تحليل لها عن إمكانية انكماش الاقتصاد العالمي حتى واحد بالمئة في 2020 بسبب الجائحة، ومن الممكن تجاوز هذه النسبة حتى في حال استمرار القيود على النشاطات الاقتصادية دون استجابات مالية كافية.[231][232] أصدرت لجنة الأمم المتحدة الاقتصادية والاجتماعية لغرب آسيا موجز سياسة تشير إلى المسؤولية المستقبلية لكوفيد-19 في دفع 8,3 مليون شخص إضافي في المنطقة العربية نحو الفقر. أعلنت منظومة الأمم المتحدة في نيجيريا عن عملها مع شركائها لتخفيف انتشار فيروس كورونا، خاصةً في الشمال الشرقي، حيث المنظمات والمخيمات الحاوية على ملايين النازحين داخليًا ممن تشردوا بعد تمرد بوكو حرام.[233] ناشد الأمين العام للمنظمة العالمية للأرصاد الجوية الحكومات لدعم التحذير الوطني المبكر وقدرات مراقبة الطقس بالرغم من «التحديات الشديدة» الناتجة عن كوفيد-19، إذ تعرض نظام المراقبة العالمي الخاص بالمنظمة العالمية للأرصاد الجوية للضغط نتيجة نقص البيانات القادمة من الخطوط الجوية التجارية.[234]
- 2 أبريل: أجلت الأمم المتحدة مؤتمر الأمم المتحدة للتغير المناخي 2021 «بهدف حماية الأرواح».[235]
- 4 أبريل: أكد رئيس عمليات حفظ السلام التابعة للأمم المتحدة جان بيار لاكروا استمرار قوات حفظ السلام بأداء مهمتها في مساعدة الدول الضعيفة على اجتياز النزاعات وكوفيد-19، وكرر نداء الأمين العام لوقف إطلاق نار شامل فوري.[236] قدمت الأمم المتحدة تقريرًا باضطرارها تقليص نشاطاتها بشكل كبير في اليوم الدولي للتوعية بخطر الألغام، الذي يشمل عادةً مباريات كرة قدم في حقول ألغام آمنة.[237]
- 6 أبريل: حذر فريق عمل الخبراء التابع للأمم المتحدة المعني بالسكان المنحدرين من أصل أفريقي من مفاقمة التمييز الهيكلي عدم المساواة فيما يتعلق بالوصول إلى الرعاية الصحية والعلاج، ما قد يؤدي إلى ارتفاع معدلات الوفاة والمرض بين المنحدرين من أصل أفريقي.[238]
- 7 أبريل: كرر يعقوب الحلو، منسق الأمم المتحدة المقيم للشؤون الإنسانية في ليبيا نداء الأمين العام للأمم المتحدة لوقف إطلاق نار شامل، وطالب بتوقف القتال على الفور في حال وجود فرصة لدى الدولة لمنع تفشي كوفيد-19، وأدان الهجوم على مستشفى رئيسي في طرابلس.[239] دعا خبراء حقوق الإنسان التابعون للأمم المتحدة الدول الأعضاء في الأمم المتحدة إلى تحسين إجراءات حماية الأطفال من أجل حماية مصالح «ملايين الأطفال المعرضين بشكل كبير إلى العنف، والبيع، والاتجار، والانتهاك الجنسي والاستغلال» خلال الجائحة.[240]
- 9 أبريل: في تقرير تمويل التنمية المستدامة لعام 2020، حذرت فرقة العمل المشتركة بين الوكالات المعنية بتمويل التنمية بقيادة الأمم المتحدة من وجود مليارات الأشخاص على شفا الانهيار الاقتصادي في العديد من الدول نتيجة كوفيد-19، إل جانب تعرضهم لمزيد من التهديدات بسبب أزمة ديون وشيكة، مقدمةً توصيات مبنية على بحث مشترك وتحليل لأكثر من 60 وكالة تابعة للأمم المتحدة والمؤسسات الدولية.[241]
- 11 أبريل: في نداء مشترك، حث مبعوثو الأمم المتحدة الخمسة إلى الشرق الأوسط أطراف المنطقة المتنازعة على العمل لإيقاف الأعمال العدائية بشكل فوري، مشددين على أهمية دعوة الأمين العام الأخيرة لوقف إطلاق نار شامل خلال جائحة كوفيد-19.[242]
- 14 أبريل: حذر عمران رضا، منسق الأمم المتحدة المقيم للشؤون الإنسانية في سوريا، من خطر تهديد فيروس كورونا الكبير، ما أدى إلى بدء الأمم المتحدة في تطبيق جهود احتواء واسعة النطاق.[243]
- 15 أبريل: ناشد ديفيد بويد، المقرر الخاص للأمم المتحدة المعني بحقوق الإنسان والبيئة، الدول للاستجابة لكوفيد-19 وفق معايير بيئية جيدة المستوى.[244]
- 17 أبريل: صرح فيليب ألستون، المقرر الخاص المعني بمسألة الفقر المدقع وحقوق الإنسان، بوجوب اتباع الولايات المتحدة الأمريكية المزيد من الخطوات العاجلة من أجل إنقاذ عشرات الأمريكيين المتأثرين بجائحة كوفيد-19 في الطبقة المتوسطة من «السقوط في براثن الفقر».[245]
- 20 أبريل: أطلق الصندوق الدولي للتنمية الزراعية التابع للأمم المتحدة مؤسسة التحفيز الخاصة بفقراء الريف، الذي يهدف إلى تخفيف أثر كوفيد-19 على المزارعين والمجتمعات الريفية في البلدان النامية.[246]
- 21 أبريل: حذر تقرير مفوضية الأمم المتحدة الاقتصادية لأمريكا اللاتينية وجزر الكاريبي من إمكانية حدوث أسوأ انكماش اقتصادي في تاريخ أمريكا اللاتينية وجزر الكاريبي منذ الكساد الكبير بسبب جائحة كوفيد-19، مع توقع انخفاض النشاط بنسبة -5.3 بالمئة في 2020.[247]
- 24 أبريل: دعا مكتب الأمم المتحدة لتنسيق الشؤون الإنسانية إلى تمويل أكبر إذ عمل على بناء محطات أساسية لغسل اليدين، وتوصيل المياه النظيفة والطعام وإطلاق حملات التوعية العامة حول كوفيد-19 لأكثر من 100 مليون شخص معرض للخطر.[248]
- 27 أبريل: أطلقت نائبة الأمين العام أمينة محمد مبادرة جديدة بقيادة النساء لحشد الدعم من أجل إنقاذ الأرواح وحماية سبل العيش في وجه كوفيد-19، إذ تهدف مبادرة الانتعاش الاجتماعي والاقتصادي «انهض لأجل الجميع» إلى جمع القيادات النسائية معًا في دعوة العالم إلى العمل على دعم إطار عمل الأمم المتحدة وصندوق الاستجابة والتعافي الخاص بها.[249]
- 30 أبريل: أصدر المقررون الخاصون للأمم المتحدة والخبراء المستقلون والفرق العاملة بيانًا مشتركًا يدعون فيه الولايات المتحدة الأمريكية رفع حصارها عن كوبا من أجل إنقاذ الأرواح وسط أزمة كوفيد-19 المتزايدة.[250]
- 1 مايو: أبلغت منظمة الطيران المدني الدولي عن أرقام تحذيرية من احتمال حدوث إجمالي انخفاض قدره 872 مليون مسافر دولي حتى أكثر من 1,3 مليار في 2020.[251]
- 5 مايو: حذرت المقررة الخاصة المعنية بأشكال الرق المعاصرة من مفاقمة جائحة كوفيد-19 العبودية العالمية.[252]
- 11 مايو: حذر رئيس برنامج الأمم المتحدة المشترك لفيروس نقص المناعة البشرية/الإيدز من تعرض عقدين من مكاسب المعالجة للتهديد نتيجة الجائحة.[253]
- 13 مايو: حذر كل من رؤساء مكتب الأمم المتحدة المعنيين بالمخدرات والجريمة، ومنظمة الصحة العالمية، والمفوضية السامية للأمم المتحدة لحقوق الإنسان، وبرنامج الأمم المتحدة المشترك لفيروس نقص المناعة البشرية/الإيدز من ضعف المعتقلين الشديد في مواجهة كوفيد-19 مناشدين الحكومات لاتخاذ «كل تدابير الصحة العامة المناسبة» من أجل حمايتهم.[254] ذكر تقرير جديد للأمم المتحدة أجرته اللجنة الاقتصادية والاجتماعية لآسيا والمحيط الهادئ أنه من شأن جائحة كوفيد-19، نتيجة للإغلاق، تحسين سلامة المحيطات في منطقة آسيا والمحيط الهادئ.[255]
- 15 مايو: حذر مكتب الأمم المتحدة لتنسيق الشؤون الإنسانية من تشكيل مراكز الإجلاء الفلبينية المعدة كاستجابة لإعصار فايفون بيئة مثالية لانتقال كوفيد-19.[256]
- 18 مايو: أصدر المقرر الخاص بالأمم المتحدة المعني بحقوق الشعوب الأصلية بيانًا أعرب فيه عن قلقه الشديد تجاه أثر كوفيد-19 المدمر على الشعوب الأصلية بما يفوق التهديد الصحي البسيط.[257]
- 22 مايو: حذر مكتب الأمم المتحدة لتنسيق الشؤون الإنسانية أن النظام الصحي اليمني الذي مزقته الحرب «انهار بالفعل» أمام تفشي كوفيد-19 الآخذ في الاتساع.[258]
- 28 مايو: أعلنت وكالات الأمم المتحدة والشركاء العالميون عن سعيهم للحصول على 2.41 مليار دولار بهدف مكافحة انتشار كوفيد-19 في اليمن ودعم ملايين المتضررين من «أسوأ أزمة إنسانية شهدها العالم».[259]
- 2 يونيو: حذر غيلبرت ف. هونغبو، رئيس الصندوق الدولي للتنمية الزراعية، من انخفاض الحوالات عبر الحدود بنسبة 20%، أو ما يتراوح بين 110 مليار دولار إلى 445 مليار دولار نتيجة فيروس كورونا، ما قد يتسبب في وقوع عشرات الملايين تحت خط الفقر وإعاقة التقدم في تحقيق خطة التنمية المستدامة لعام 2030.[260]
- 4 يونيو: ناشد المقرران الخاصان المستقلان للأمم المتحدة، المعني بحق السكن بالاكريشنان راجاجوبال والمعني بالفقر المدقع أوليفر دي شاتر، الحكومة الهندية للامتثال الفوري لأمر المحكمة العليا من أجل ضمان سلامة أكثر من 100 مليون عامل مهاجر بعد إجراءات فيروس كورونا التي تركتهم عاطلين عن العمل، ما أجبرهم على السفر لمسافات طويلة إلى منازلهم.[261]
- 5 يونيو: حذر وكيل الأمن العام لعمليات السلام من استغلال المجموعات الإرهابية في منطقة الساحل الأفريقية الفرعية الجائحة في زيادة هجماتها على قوات حفظ السلام الوطنية والدولية.[262]
- 11 يونيو: في مناقشة دائرة مستديرة افتراضية، أكد رئيس عمليات السلام، جان بيار لاكروا، على أهمية إعطاء الأولوية إلى التزامات الأمم المتحدة لحفظ السلام (إيه 4 بّي) في شؤون المرأة والأمن والسلام (دبليو بّي إس) خلال الجائحة وما ينتج عنها من ازياد في عدم المساواة.[263]
- 16 يونيو: اقترح مكتب الأمم المتحدة لأمريكا اللاتينية وجزر الكاريبي (إي سي إل إيه سي)، بالاشتراك مع منظمة الأغذية والزراعة، في دراسة جديدة 10 إجراءات هادفة إلى تجنب ازدياد الجوع في المنطقة، بما في ذلك تطبيق «منحة مكافحة الجوع»، إذ حذروا من إمكانية ارتفاع عدد الأشخاص الذين يعيشون في فقر مدقع في المنطقة إلى 83 مليون شخص بحلول نهاية عام 2020 نتيجة تأثيرات الجائحة.
- 21 يونيو: كررت بعثة الأمم المتحدة لمساعدة أفغانستان دعوة الأمين العام للأمم المتحدة من أجل وقف إطلاق النار الشامل، إذ أدانت 15 هجوم مسجل خلال أول شهرين من جائحة كوفيد-19 على العاملين في مجال الرعاية الصحية في الدولة.[264] احتفلت الأمم المتحدة باليوم السنوي العالمي لليوغا، واصفةً هذه الممارسة القديمة بأنها «نهج شامل للصحة والرفاهية، وأداة قوية للتعامل مع الضغوط الكثيرة الناجمة عن جائحة كوفيد-19».[265]
- 22 يونيو: حذر برنامج الأمم المتحدة المشترك لفيروس نقص المناعة البشرية/الإيدز من إمكانية نفاذ مخزون أدوية مرضى الإيدز خلال الشهرين المقبلين، نظرًا إلى ارتفاع التكاليف بسبب الإغلاق التام وإغلاق الحدود المتعلق بكوفيد-19.[266]
- 30 يونيو: في يوم وسائل التواصل الاجتماعي، أطلقت الأمم المتحدة مبادرة مثبتة دعت الناس فيها عالميًا إلى التوقف قبل المشاركة، من أجل المساعدة في وقف انتشار المعلومات المغلوطة عن كوفيد-19.[267]
- 2 يوليو: حثت إدارة الأمم المتحدة للشؤون الاقتصادية والاجتماعية حكومات الدول على بذل دعم أكبر لأصحاب المشاريع في سبيل مواجهة الجائحة كجزء من الانتعاش المستدام.[268] صرح سعد الفرارجي، الخبير المستقل لحقوق الإنسان في الأمم المتحدة والمقرر الخاص المعني بحق التنمية، خلال اليوم الثاني للمنتدى السياسي رفيع المستوى بشأن التنمية المستدامة، بتسبب جائحة كوفيد-19 «بنكسة خطيرة» لخطة التنمية المستدامة لعام 2030، مناشدًا إعطاء الفئات الأكثر ضعفًا الأولوية.[269]
- 9 يوليو: حذر محمد بن شمباس، ممثل الأمين العام ورئيس مكتب الأمم المتحدة لغرب أفريقيا والساحل، من تأثير كوفيد-19 والتغير المناخي في تأجيج العنف الطائفي والهجمات الإرهابية وزيادة التوتر في غرب أفريقيا.[270]
- 10 يوليو: كرر فلاديمير فورونكوف، رئيس مكتب الأمم المتحدة لمكافحة الإرهاب، تصريح الأمين العام للأمم المتحدة في قوله «نحتاج إلى الحفاظ على التحرك» فيما يتعلق بالعمل متعدد الأطراف لمواجهة التهديد العالم للإرهاب أثناء الجائحة، التي تزيد التهديدات.[271]
- 14 يوليو: أكدت نائب الأمين العام للأمم المتحدة أمينة محمد على أهمية منتدى الأمم المتحدة «المرأة تنهض للجميع»، في تشكيل قيادة الاستجابة للجائحة والتعافي منها.[272]
- 15 يوليو: ناقشت مبعوثة الأمم المتحدة للشباب جاياثما ويكراماناياكي، إلى جانب منظمة الصحة العالمية وصندوق الأمم المتحدة للطفولة، عبر سمنار على الإنترنت «كيف يستطيع الشباب الحفاظ على الصحة العقلية الجيدة والشعور بالرفاهية» أثناء الجائحة.[273]
- 16 يوليو: حذر مارك لوكوك، أكبر مسؤول إنساني للأمم المتحدة، من تسبب جائحة كوفيد-19 وما يرافقها من ركود في أول زيادة للفقر العالمي منذ ثلاثة عقود، ما يدفع 265 مليون شخص إلى مرحلة المجاعة بحلول نهاية 2020، مع مناشدته مجموعة العشرين من أجل الحصول على 10.3 مليار دولار لمكافحة الجائحة في 63 دولة منخفضة الدخل.[274]
- 19 يوليو: سلطت الأمم المتحدة الضوء على الموقف الحرج لمئات الآلاف من البحارة الذين تقطعت بهم السبل في البحر، بعضهم لأكثر من عام، بسبب قيود السفر المتعلقة بكوفيد-19.[275]
- 21 يوليو: حذر المنسق الخاص للأمم المتحدة لعملية السلام في الشرق الأوسط من بدء انهيار التعاون بين الإسرائيليين والفلسطينيين بشأن جائحة كوفيد-19، «ما يعرض حياة الناس للخطر».[276]
- 22 يوليو: دعا خبراء حقوق الإنسان المستقلون للأمم المتحدة في إيران إلى الإفراج الفوري عن الناشطة الحقوقية نرجس محمدي، التي وردت إصابتها بأعراض كوفيد-19، مع أفراد آخرين محتجزين بشكل تعسفي، «قبل فوات الأوان».[277]
- 23 يوليو: أصدر المجلس الاستشاري رفيع المستوى للشؤون الاقتصادية والاجتماعية التابع للأمم المتحدة تقريرًا بعنوان الانتعاش بشكل أفضل: التحديات والفرص الاقتصادية والاجتماعية، ودعا فيه إلى «نهج معدل» في التنمية الاقتصادية والتضامن العالمي استجابةً لأسوأ ركود منذ عقود والارتفاع الأول في الفقر العالمي منذ 1998.[278]
- 25 يوليو: حذر تابان ميشرا، المنسق المقيم للأمم المتحدة في منغوليا، من التأثير الاقتصادي الكبير للجائحة ونكسة التنمية على الرغم من عدد الحالات القليل لكوفيد-19.[279]
- 31 يوليو: أكدت أليسيا بارسينا، رئيس هيئة الأمم المتحدة الإقليمية لأمريكا اللاتينية وجزر الكاريبي (إي سي إل إيه سي) على أهمية معالجة الأزمة الصحية العامة من أجل القضاء على الأزمة الاقتصادية، وأشارت إلى أن الأزمة الاقتصادية التي أحدثتها جائحة كوفيد-19 «دفعت الملايين نحو براثن الفقر».[280] أصدر الأمين العام أيضًا موجز سياسة جديدة عن تأثير كوفيد-19 على أمريكا اللاتينية وجزر الكاريبي إدراكًا منه أنها النقطة الساخنة الجديدة للجائحة.[281]
- 4 أغسطس: أطقت الأمم المتحدة خطة الاستجابة لكوفيد-19 في الفيليبين، من أجل توفير «التدخلات الصحية الضرورية والمساعدة الإنسانية متعددة القطاعات» لأولئك الموجودين في أماكن انتشار الجائحة في أكبر استجابة دولية لها منذ 2013، استجابة الأمم المتحدة لإعصار هايان.[282]
- 1 سبتمبر: أشار تقرير جديد لهيئة الأمم المتحدة لشؤون المرأة، من البصيرة إلى العمل: المساواة بين الجنسين في ظل كوفيد-19، إلى تعرض 47 مليون امرأة أخرى للفقر بسبب جائحة كوفيد-19 وعواقبها الاقتصادية، ما يلغي عقودًا من التقدم في القضاء على الفقر المدقع.[283]
- 4 سبتمبر: أعلنت وكالة الأمم المتحدة لإغاثة اللاجئين الفلسطينيين وتشغيلهم عن حاجتها لمبلغ قدره 95 مليون دولار من أجل تغطية الاحتياجات الطارئة لدى 5.6 مليون فلسطيني مسجل حتى نهاية العام خلال جائحة كوفيد-19.[284]
- 8 سبتمبر: ناشدت نائب الأمين العام للأمم المتحدة وزراء المالية على مستوى العالم لترسيخ قائمة من الخيارات المساعدة في التعافي أمام احتمالية مواجهة 70-100 مليون شخص الفقر المدقع، وتعرض 265 شخص إضافي للنقص الحاد في الغذاء، وفقدان ما يقارب 400 مليون فقدان وظائفهم بالإضافة إلى تأثر 1.6 مليار نظام تعليمي.[285]

## التمويل
تسعى الأمم المتحدة إلى تمويل استجابتها من خلال ثلاث نواح رئيسية، تشمل 1.74 مليار دولار من أجل «خطة الاستعداد والاستجابة الاستراتيجية» الهادفة إلى تلبية الاحتياجات الصحية الطارئة؛ و7.32 مليار دولار من أجل «خطة الاستجابة الإنسانية العالمية» الهادفة إلى تقليل أضرار الجائحة في أضعف 50 دولة حول العالم، و1 مليار دولار من أجل «إطار عمل الأمم المتحدة للاستجابة الاجتماعية الاقتصادية العاجلة» الهادفة إلى إحداث انتعاش سريع.

## الانتقادات
واجه مجلس الأمن التابع للأمم المتحدة انتقادات عدة جراء عدم وجود استجابة منسقة لجائحة كوفيد-19، خاصة فيما يتعلق بالوقت الذي استغرقته الموافقة على قرار المطالبة بوقف إطلاق النار العالمي.